# Саддам Хусейн
Садда́м Хусе́йн (араб. صدام حسين‎; 28 апреля 1937, Аль-Ауджа, Салах-эд-Дин — 30 декабря 2006, район Каджимайн, Багдад, Ирак) — иракский политический, государственный, партийный деятель и диктатор, президент (1979—2003) и премьер-министр Ирака (1979—1991 и 1994—2003), генеральный секретарь иракского отделения партии Баас, председатель Совета революционного командования, и верховный главнокомандующий (1979).
Саддам Хусейн формально стал президентом в 1979 году, хотя он уже был де-факто лидером Ирака несколько лет до этого. После ликвидации всех политических противников, в основном левого толка, включая коммунистов, через год после получения диктаторских полномочий в результате совмещения всех высших постов, начал разорительную войну с Ираном, продолжавшуюся 8 лет (1980—1988). В период войны Саддам Хусейн распорядился о проведении операции «Анфаль» против иракских курдов, одновременно проводились репрессии по отношению к антивоенным активистам, по большей части деятелям шиитской общины. Война принесла огромные людские потери, став одним из крупнейших конфликтов, произошедших после окончания Второй мировой войны, приведя к упадку всех отраслей экономики и резкому снижению уровня жизни населения в обеих странах. Кроме того, Ирак оказался в сильном финансовом кризисе по причине накопления неоплаченных долгов перед иностранными кредиторами. Через два года после окончания войны, в 1990 году, по инициативе Хусейна произошло иракское вторжение в Кувейт, которое привело к началу международной операции по освобождению Кувейта длительностью немногим более месяца, известной как война в Персидском заливе, в ходе которой иракские войска были сначала выбиты из Кувейта, а затем полностью разгромлены на территории Ирака. Страна понесла тяжёлые экономические и людские потери. Вследствие поражения Ирака в войне в 1991 году произошло вооружённое восстание шиитов и курдов, жестоко подавленное правительством, в результате чего погибло не менее 100 000 человек. Ирак потерял контроль над несколькими курдскими регионами и большей частью воздушного пространства, в результате созданных США и их союзниками бесполётных зон. Но основной ущерб был понесён от последующих экономических санкций, практически парализовавших экономику Ирака, которая к началу 1990-х годов строилась исключительно на продаже энергоносителей. После этого поражения влияние и экономика страны уже так и не смогли восстановиться.
В апреле 2003 года международная коалиция во главе с США вторглась в Ирак и свергла режим Саддама Хусейна. Основанием для вторжения послужили обвинения иракского лидера в поддержке международного терроризма и разработке оружия массового поражения, впоследствии были найдены снаряды химического оружия, изготовленные в период до 1991 года. Сам Хусейн был захвачен американскими войсками и казнён 30 декабря 2006 года по приговору Верховного трибунала Ирака.
У Саддама Хусейна (арабское имя «Саддам» означает «противостоящий») не было фамилии в европейском понимании. Хусейн — это имя его отца (насаб), аналогичное русскому отчеству; Абд аль-Маджид — имя его деда, а ат-Тикрити — нисба, указывающая на город Тикрит, откуда Саддам родом.

## Ранние годы. Политический активист и эмигрант
Саддам Хусейн родился 28 апреля 1937 года в селении Аль-Ауджа в 13 км от иракского города Тикрит. Существуют сведения о том, что настоящей датой его рождения является 1 июля 1939 года, позже она была якобы изменена — чтобы сокрыть женитьбу Саддама на женщине старше него (что противоречило обычаю). Родители Саддама Хусейна принадлежали к суннитскому арабскому племени Альбу Насир, проживающему в районе Тикрита. Его мать, Сабха Тульфах аль-Муссалат, назвала новорождённого «Саддам» (с араб. — «тот, кто противостоит»). Отец, Хусейн аль-Маджид, бывший безземельным крестьянином, умер до рождения ребёнка. Последнего на воспитание взял к себе в Тикрит дядя по материнской линии Хейраллах Тульфах, в деревенском глиняном доме которого и появился на свет Саддам. Хейраллах Тульфах служил офицером в иракской армии. Отличаясь националистическими взглядами, в 1941 году он принял участие в англо-иракской войне и после поражения антиколониальных сил в 1942 году был заключён в тюрьму — сроком на пять лет. С 1941 года Саддам и его мать Сабха жили в деревне аш-Шауиш близ Тикрита — в доме брата отца ребёнка, Хасана Ибрагима, за которого вышла замуж Сабха. Позднее от этого брака родились три единоутробных брата Саддама Хусейна — Сабауи, Барзан и Ватбан, а также две единоутробные сестры — Наваль и Самира. Детство Саддама Хусейна прошло в лишениях. В тот период времени иракские крестьяне жили в тяжёлых условиях — высока была детская смертность, свирепствовали инфекционные заболевания; как позже вспоминал сам Саддам Хусейн, роскошью была пара обуви. В деревне аш-Шауиш не было мощёных дорог. Отчим Хасан Ибрагим жестоко обращался с мальчиком, избивал его вымазанной в смоле палкой, запретил получать образование и вместо этого заставил воровать, за что тот попал в тюрьму. Друзей у малолетнего Саддама в деревне не имелось — наоборот, он часто дрался с местными детьми, которые издевались над «безотцовщиной». Как позже вспоминал сам Саддам Хусейн, наиболее близким ему живым существом был принадлежавший ему конь; когда тот умер, то, по словам Саддама, у него от горя на неделю отнялась рука.
В 1947 году из тюрьмы вышел родной дядя Саддама Хейраллах Тульфах, который вернулся в Тикрит и устроился на работу директором школы. Дядя забрал 10-летнего мальчика к себе и отдал получать начальное образование. К тому времени Саддам был ещё неграмотен, испытывал трудности в учёбе, однако дядя настаивал на продолжении им образования. Хейраллах Тульфах стал политическим наставником своего племянника, привив ему идеи арабского национализма, которые на тот момент прочно закрепились в иракском обществе. Дружеские отношения сложились у юноши со своим двоюродным братом Аднаном Хейраллахом, который был на три года его младше. Знаком Саддаму по дому дяди был и армейский офицер Ахмед Хасан аль-Бакр, в дальнейшем президент Ирака и соратник самого Саддама Хусейна.

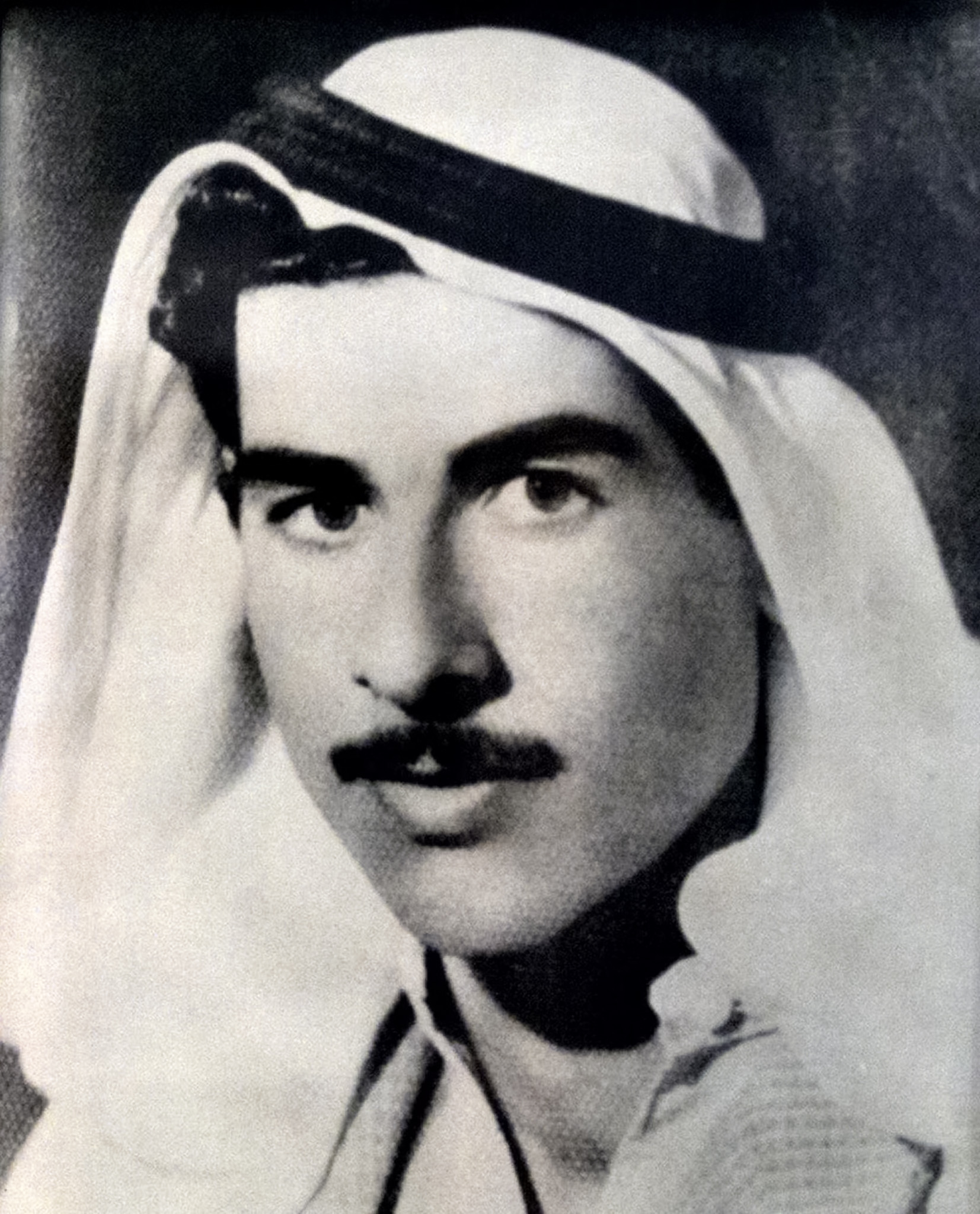
Саддам в молодости

Окончив среднюю школу, в 1955 году Саддам Хусейн вместе с дядей переехал в Багдад, где был принят в старшую школу в городском районе аль-Карх. Конец 1950-х годов ознаменовался для Ирака подъёмом политической жизни, протестной активности. В народе росла популярность президента Египта Гамаля Абделя Насера, чьим радикальным националистическим, антиколониальным позициям противостоял премьер-министр монархического Ирака Нури аль-Саид, выступавший за умеренную политику сотрудничества с Великобританией — посредством Багдадского пакта. С осени 1956 года в Багдаде развернулось массовое оппозиционное движение; эти выступления были подогреты Суэцким кризисом. Саддам Хусейн проявил большой интерес к политике и принял участие в уличных протестах, а в начале 1957 года стал кандидатом в члены партии «Баас». Эта организация, основанная в Сирии в начале 1940-х годов, пропагандировала идеологию арабского национализма с радикальных позиций, призывала к объединению арабов, «освобождению» от религиозных и племенных пережитков и построению социализма. Популярностью в Ираке она не пользовалась — к 1955 году по всей стране насчитывлось не более 300 членов партии. Дальнейшему расширению базы сторонников препятствовали глубоко укоренившееся в иракском обществе неравенство, а также большая конкуренция на идеологическом фронте арабского национализма — на фоне сложной и объёмной баасистской программы.
Саддам Хусейн не проявлял интереса к теоретической работе. Став кандидатом в члены партии, по заданию руководства он принялся агитировать своих соучеников. Для этого он собрал группу из своих знакомых, которая избивала политических противников «Баас» в городском районе аль-Карх. В июле 1958 года иракскую монархию сверг генерал Касем. Путч был поддержан баасистаами, поскольку генерал также выступал с националистических позиций. Однако, вопреки идеологам «Баас», Касем не поддержал идею вступления в Объединённую Арабскую Республику в составе Сирии и Египта и под руководством Насера. В нём он видел опасного конкурента, а в движении к объединению — ослабление собственной власти. Против сторонников союза, в их числе — и баасистов, в Республике Ирак был развёрнуты массовые репрессии. В отношении оппозиционеров широко применялось тюремное заключение. В конце 1958 года был арестован (по подозрению в убийстве чиновника в Тикрите) и Саддам Хусейн, однако обвинение ему предъявлено не было из-за недостатка доказательств. Восстание офицеров в Мосуле, вспыхнувшее в марте 1959 года, было подавлено режимом с помощью боевых отрядов местной компартии, с которой начал сближение Касем. В этих условиях партия «Баас» стала подготавливать покушение на него.
Вечером 7 октября 1959 года в Багдаде по пути из президентского дворца была обстреляна автомашина Абдель Керима Касема; тот получил ранение. Вслед за покушением власти развернули широкое преследование баасистов, что серьёзно осложнило деятельность отделения партии в Ираке, хотя и приобрело ей известность в народе. Саддам Хусейн, только вышедший из тюрьмы, получил от партийного руководства задание прикрывать в тот день нападавших, однако сам произвёл первый выстрел, чем нарушил план операции, поставил её осуществление под угрозу. В ходе последовавшей перестрелки один из нападавших был убит личной охраной генерала. Саддам получил ранение от случайной пули одного из своих соратников, однако смог бежать. Этот эпизод его жизни впоследствии оброс легендами. По официальной версии (основанной лишь на рассказе самого Саддама Хусейна), раненый в голень Саддам четыре ночи скакал на коне, затем сам вытащил ножом засевшую в ноге пулю, под звёздами переплыл бурный Тигр, добрался до родной деревни аль-Ауджа, где и спрятался.
Осенью 1959 года Саддам Хусейн пересёк сирийскую границу и прибыл в Дамаск — начался период его политической эмиграции. Там он был тепло встречен руководством партии, его принял её отец-основатель Мишель Афляк. По его решению Саддам был принят в партию. В феврале 1960 года он отбыл из сирийской столицы в египетский Каир, где поступил в старшую школу, а в 1961 году был принят на юридический факультет Каирского университета. В Египте Саддам Хусейн вновь окунулся в политическую жизнь, центром которой был Каир. Вместе с другом Абдель Керимом аш-Шейхли, также участником покушения на Касема, он стал членом местной ячейки «Баас», а затем был избран членом её египетского регионального командования (так именовались руководящие органы отделений партии в отдельных странах). Как политэмигрант-баасист Саддам получал стипендию от египетского правительства, однако эти деньги поступали нерегулярно, а сам он находился под постоянным подозрением властей, был арестован и некоторое время провёл в тюрьме. За время своего нахождения в Египте Саддам Хусейн внимательно изучал политику египетского президента Гамаля Абделя Насера, к которому испытывал уважение.
Утром 8 февраля 1963 года президент Ирака Абдель Керим Касем был свергнут военными и убит. В марте того же года Саддам Хусейн принял решение вернуться на родину. По пути в Багдад, находясь в Дамаске, он был вновь принят Мишелем Афляком, который передал ему инструкции для иракского отделения партии.

## Партийный лидер и подпольщик

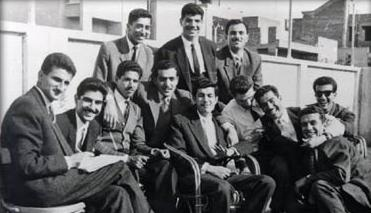
Саддам Хусейн со студентами-однопартийцами в Каире

Февральский переворот 1963 года, сопровождавшийся массовой расправой с коммунистами, был подготовлен с участием партии «Баас», одним из лидеров которой за время пребывания Саддама Хусейна заграницей стал бригадный генерал Ахмед Хасан аль-Бакр, его дальний родственник и друг его дяди. Ещё в 1959 году аль-Бакр был брошен касемовским режимом в тюрьму, где вступил в партию и начал вести подпольную работу. Выдвинувшись как лидер «военного» крыла «Баас», после успеха путчистов он получил пост премьер-министра Республики Ирак. Страну возглавил давний соратник Касема, популярный в армии военачальник Абдул Салам Ареф. Его кандидатура воспринималась баасистами как временная. Помимо раздела власти с военными, баасистам пришлось столкнуться с глубоким расколом внутри партии. В её руководстве были представлены как радикалы, желавшие немедленного построения в Ираке социалистического общества (лидер — генеральный секретарь иракского отделения «Баас» Али Салих ас-Саади), так и умеренные во главе с генералом ВВС Харданом ат-Тикрити, выступавшие за проведение правоцентристской политики, допускавшие сотрудничество с иными политическими силами. Внутрипартийная борьба отличалась большой остротой, приобретала идеологический характер. Предметом длительных обсуждений становились земельная реформа, вопросы строительства объединённого арабского государства, кувейтский вопрос. Аль-Бакр представлял в партии центристскую фракцию, которую и поддержал молодой Саддам Хусейн.
Саддам Хусейн не обладал каким-либо заметным влиянием в иракской «Баас», поскольку за годы эмиграции не имел возможности приобрести соратников на родине. Получив малозначительную должность члена центрального бюро партии по делам крестьян, он смог свободно передвигаться по стране и заниматься привлечением в партию местного населения, в том числе сельского, организовывал баасистские ячейки на местах. Проявлял Саддам интерес и к деятельности силового аппарата партии — будучи функционером «национальной гвардии» (партийное ополчение), посещал концлагеря, где содержались иракские коммунисты, и лично принимал участие в пытках. Продолжая поддерживать контакт с сирийским центром, он дважды выезжал в Сирию для встреч с Мишелем Афляком, который высказал неодобрение деятельностью левой фракции иракской «Баас». В мае 1963 года на партийном совещании в Дамаске Саддам Хусейн подверг резкой критике «группу ас-Саади». Известно, что он предлагал сначала иракскому (в лице аль-Бакра), а затем и сирийскому (в лице Афляка) руководству физически устранить генерального секретаря иракского отделения Али Салиха ас-Саади, однако это предложение поддержано сопартийцами не было.
В ноябре 1963 года внутрипартийный раскол достиг пика. 11 ноября на внеочередном заседании регионального командования партии «Баас» левая фракция была исключена из её рядов, а руководство «группы ас-Саади» — изгнано из страны. Саддам Хусейн вместе с группой вооружённых соратников лично арестовал генсека. Сторонники ас-Саади, в их числе — отряды «национальной гвардии», развернули в Багдаде уличное насилие. В этих условиях Мишель Афляк вместе с группой сирийских партфункционеров прибыл в Ирак, где принял решение исключить из партии и представителей правой фракции. Фактический распад партии привёл к тому, что вся полнота власти в стране перешла к генералу Арефу, который распустил «национальную гвардию», арестовал Ахмеда Хасана аль-Бакра и принялся создавать лояльные воинские части.
Саддам Хусейн был объявлен в розыск и вновь перешёл на нелегальное положение. В апреле 1964 года он вновь находился в Дамаске, где выступал на межарабском партийном совещании, всячески критикуя партийный раскол с позиций своего ментора Афляка. С его подачи после окончания совещания Саддам был избран во временный состав иракского регионального командования партии «Баас». В этом качестве, прибыв в Ирак, он активно занялся подпольной работой. Она состояла главным образом в руководстве крестьянским движением, налаживании связей с лояльными армейскими офицерами, пропагандистской деятельности. Регулярный контакт удавалось поддерживать с аль-Бакром. По инициативе Саддама Хусейна готовились покушения на президента Арефа, однако они были сорваны местной охранкой. Будучи одним из немногих высокопоставленных партийных функционеров, находившихся на свободе, Саддам ответил отказом на предложение сирийского центра покинуть Ирак и бежать в Сирию. Наконец, в октябре 1964 года он был арестован и брошен в тюрьму, при аресте оказав вооружённое сопротивление. В заключении Саддам Хусейн продолжил политическую агитацию среди заключённых, много времени уделял чтению. Не оставлял он и партийную работу — с помощью своей жены Садждиды он поддерживал переписку с Ахмедом Хасаном аль-Бакром, который полностью доверял Саддаму, поручая ему организаторскую работу. В этой переписке Саддам Хусейн высказывал недопустимость идеологического раскола в партии. С 1965 года Саддам Хусейн — заместитель генерального секретаря иракского отделения партии «Баас» при генеральном секретаре отделения Ахмеде Хасане аль-Бакре.
В феврале 1966 года к власти в Сирии пришли леворадикальные элементы в партии «Баас» во главе с Салахом Джадидом, которые изъявили намерение централизовать руководство ей в руках сирийского отделения. Саддам Хусейн выступил за проведение партией в Ираке независимой политики. Внеочередной региональный съезд (сентябрь 1966 года), самостоятельно избравший региональное командование иракского отделения, окончательно оформил раскол некогда единой панарабской партии на две отдельных структуры, противостоявшие друг другу. В июле 1966 года сопартийцы организуют Саддаму побег, подкупив конвоиров. На свободе он вновь окунулся в организаторскую работу, занимаясь формированием партийного аппарата и боевых групп.
Политическая ситуация в Ираке быстро менялась. В апреле 1966 года в авиакатастрофе погиб президент Абдель Салам Ареф. На президентском посту его сменил его брат Абдул Рахман Ареф, не обладавший ни базой сторонников, ни харизмой. Пытаясь проводить согласительную политику, он ослабил преследование баасистов и пошёл на переговоры с ними, однако партия продолжала собирать силы для свержения военного режима. Резко обострило обстановку в стране поражение арабских государств в Шестидневной войне летом 1967 года. «Баас», подвергая резкой критике некомпетентность и коррумированость властей, с конца года проводила митинги и забастовки. В начале 1968 года партия установила контакты с офицерской средой, а в апреле вместе с отставными военными требовала отставки премьер-министра Тахира Яхья. Армия согласилась поддержать свержение Арефа в обмен на должности в новом правительстве. Путч возглавили полковники Абд ар-Раззак ан-Наиф (начальник военной разведки), Ибрагим Абдель Рахман Дауд (командующий Республиканской гвардией, опорой режима Арефа), Садун Гайдан (командующий гвардейской бронетанковой бригадой), Хаммад Шихаб (начальник багдадского гарнизона).
16 июля 1968 года региональное командование партии «Баас» на внеочередном заседании в доме своего генерального секретаря Ахмеда Хасана аль-Бакра утвердило план переворота. Ночью 17 июля генерал ВВС ат-Тикрити позвонил в президентский дворец и сообщил Абдель Рахману Арефу, что тот больше не является президентом, власть в стране принадлежит «Баас». Попытавшись получить поддержку со стороны армейских частей, в которой ему было отказано, Ареф бежал в Лондон. Иракское радио объявило, что «Баас» «взяла в свои руки государственную власть, покончив с коррумпированным, хилым режимом во главе с кликой невежд, неучей, искателей наживы, воров, шпионов, сионистов». По сообщениям иракских СМИ, Саддам Хусейн в числе первых штурмовал дворец Арефа, находясь в танке.
Для руководства страной был образован Совет революционного командования во главе с Ахмедом Хасаном аль-Бакром. В состав органа вошли, среди прочего, Саддам Хусейн, а также все четверо лидеров путчистов. Ахмед Хасан аль-Бакр занял пост президента Ирака.

## Второй человек в государстве

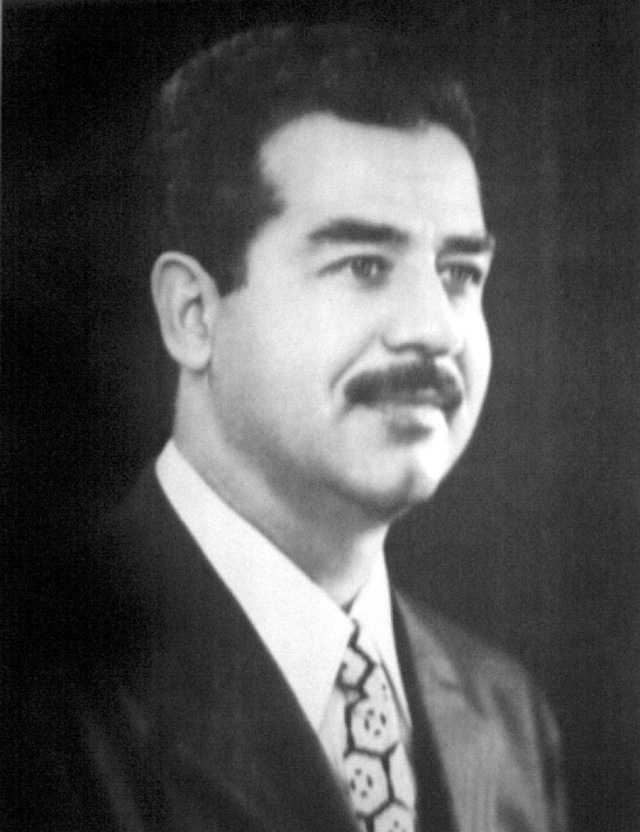
Заместитель председателя Совета революционного командования Ирака Саддам Хусейн. 1974 год

«Революция 17 июля», как и путч 1963 года, была осуществлена военными и не имела характера всенародного восстания в авангарде с партией «Баас». Её союз с офицерами носил ситуативный характер, а сами «союзники» боролись за власть в стране. По итогам свержения Арефа баасисты не получили важнейших постов — премьерского, министров обороны, иностранных дел, не имели твёрдого большинства в Совете революционного командования, кабинете министров. Партия, до сих пор малочисленная (в
1968 году — до 2500 членов), всё ещё не располагала базой сторонников в рядах армии. В этих условиях партийное руководство приняло решение сместить ан-Наифа и Дауда, в чём активную роль сыграл Саддам Хусейн. 29 июля 1968 года министр обороны Дауд был отправлен с инспекцией войскового контингента в Иорданию, где позже получил новость о своей отставке. 30 июля Саддам Хусейн присутствовал на обеде, данном президентом аль-Бакром, где объявил премьер-министру ан-Наифу о его отстранении от власти, после чего предложил покинуть страну. Ан-Наиф был отправлен послом в Марокко. Как следовало из официальной биографии Саддама Хусейна, он лично сопровождал экс-премьера к самолёту под дулом пистолета. В тот же день аль-Бакр объявил о раскрытии иностранного заговора во главе с Абд ар-Раззаком ан-Наифом. Сторонники экс-министров были выведены из государственных органов. Ахмед Хасан аль-Бакр сам возглавил правительство и принял на себя обязанности верховного главнокомандующего. Партия заполучила всю полноту власти в Ираке.
По итогам завершения борьбы за власть Саддам Хусейн занял должность заместителя председателя СРК — фактически второго лица в партийной иерархии, ближайшего соратника президента. С января 1969 года Саддам Хусейн — вице-президент Республики Ирак. Проявляя далеко идущие властные амбиции, он, однако, предпочитал действовать осторожно и расчётливо. Назначение Саддама заместителем председателя Совета революционного командования уравновешивало «военную фракцию» в руководстве партии, представленную новым министром обороны генералом ВВС Харданом ат-Тикрити, министром внутренних дел Салихом Махди
Аммашем. Воспринимая их как своих соперников в борьбе за власть, Саддам избегал прямой конфронтации, демонстрировал им свою лояльность, а на деле сталкивал их между собой и аль-Бакром, иными членами Совета революционного командования. В ноябре 1969 своими интригами Саддам Хусейн добился смещения ат-Тикрити и Аммаша с должностей вице-премьеров, что лишило их возможности председательствовать на заседаниях кабинета. В апреле 1970 года оба они утратили и министерские посты, заняв должности вице-президентов Ирака. Осенью 1970 года в соседней Иордании вспыхнул острый политический кризис, вызванный противостоянием королевских властей и палестинских беженцев. Данное событие
было использовано как предлог для окончательного смещения генерала ат-Тикрити, обвинённого в нежелании помочь палестинцам, хотя он объективно не имел для этого никакой возможности. В сентябре 1971 года за ним последовал и Салих Махди Аммаш, отправленный послом в СССР. «Военная фракция» была уничтожена, а армия и партийное руководство — поставлены под контроль лояльных аль-Бакру и Хусейну элементов. Предпочтение в кадровой политике отдавалось суннитам, в их числе — тикритским землякам Саддама Хусейна.
В качестве зампреда СРК Саддам Хусейн не только занимался партийно-организаторской работой, но и руководил партийным аппаратом госбезопасности. Под его контролем находились Управление национальной безопасности Ирака — в составе служб национальной разведки, т. н. «мухабарат», и общей безопасности, а также «народная армия» (партийное ополчение) и институт партийных комиссаров в вооружённых силах. «Баас», партия суннитского меньшинства, имевшая в Ираке малую социальную базу, после своего утверждения во власти развернула массовые репрессии. Саддам, фабрикуя «заговоры», организовывал чистки государственных и партийных структур, которые тем самым ставились под его контроль. Иракская оппозиция позже обвиняла Хусейна в личном участии в пытках и казнях. Уже в сентябре 1968 года была раскрыта «масонская» группировка в Басре. Для борьбы со «шпионами, иностранными агентами, врагами народа» был образован Революционный трибунал, практиковавший смертные казни и длительные тюремные заключения. Уголовное преследование режим сочетал со внесудебными расправами, которые маскировались под нападения преступников. В январе 1969 года было публично повешено 14 «израильских шпионов», из них 9 — евреев. В январе 1970 года Саддам Хусейн принял личное участие в подавлении попытки «проиранского» военного переворота, арестовав 50 офицеров. Постоянным чисткам подвергались шиитская оппозиция, Иракская коммунистическая партия, в которой Саддам видел серьёзного соперника. Ещё в августе 1968 года он предложил аль-Бакру сотрудничество с этой политической силой, некогда противниками «Баас», с целью сдержать их борьбу против правительства. В рамках согласительной политики была объявлена амнистия, однако иракская компартия этим не удовлетворилась и потребовала демократических реформ, на что баасистский режим не пошёл. В партийном руководстве Саддам Хусейн олицетворял линию на подавление компартии, в то время как президент аль-Бакр допускал сотрудничество с нею — при нём была разрешена публикация коммунистической прессы, а в декабре 1969 в кабинет в качестве министра юстиции вошёл представитель ИКП Азиз Шариф.
Расправившись с «военной фракцией», заместитель председателя СРК Саддам Хусейн продолжил устранять своих конкурентов с политической арены. В сентябре 1971 года с поста министра иностранных дел был смещён его старый друг Абдель Керим аш-Шейхли, способный организатор и видный партийный деятель. 8 августа 1971 года 22 членам партии «Баас» и бывшим министрам был зачитан смертный приговор. 30 июня 1973 года провалилась очередная попытка путча — на этот раз под руководством начальника Управления национальной безопасности, ближайшего сотрудника Хусейна Надима Каззара (вскоре казнён вместе с заговорщиками). Это позволило Саддаму вычистить нелояльные элементы в госбезопасности, а также сместить видного партийного теоретика Абдель Халика ас-Самарраи, который в июле 1973 года был брошен в тюрьму по обвинению в участии в заговоре.
Летом 1973 года Саддам Хусейн окончательно утвердился в роли второго человека в Ираке. Под контролем лоялистов находились армия, спецслужбы, госаппарат. Ахмед Хасан аль-Бакр принимал большинство решений, советуясь со своим заместителем по партии, передавал ему всё больше полномочий. Этому способствовало ухудшение здоровья президента, а также его склонность к уступкам. Между тем, публично Саддам Хусейн поддерживал образ скромного, полностью лояльного президенту функционера. По словам Евгения Примакова, на Саддама, как на перспективного лидера, делали ставку и СССР, и США.
В 1969 году Саддам окончил багдадский университет «Мунтасирия», получив диплом юриста. В 1971—1978 годах с перерывом он прошёл обучение в военной академии в Багдаде.

### На пути к власти. Внешняя политика

Саддам Хусейн и Мустафа Барзани на встрече в Эрбиле. 20 марта 1970

Важной вехой на пути Хусейна к лидирующему положению в партии и государстве стало подписание им с Мустафой Барзани договора от 11 марта 1970 года, провозгласившего автономию Иракского Курдистана и, как казалось, положившего конец кровопролитной 9-летней войне с курдскими повстанцами. Упрочив своё положение благодаря этому договору, Саддам Хусейн в последующие два года сосредоточил в руках практически неограниченную власть, всё более оттесняя на задний план номинального главу партии и государства Ахмеда Хасана аль-Бакра. 

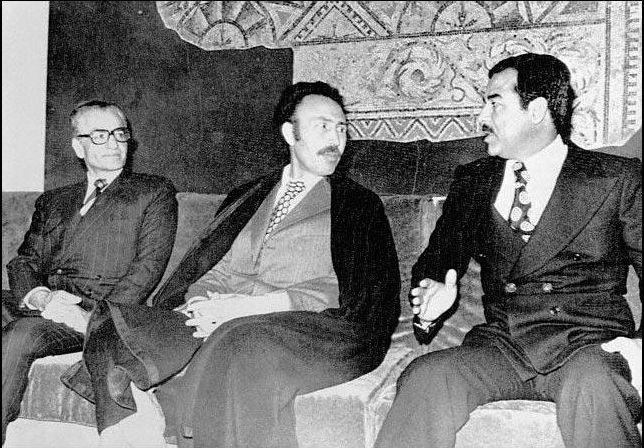
Мохаммед Реза-шах, Хуари Бумедьен и Саддам Хусейн во время Алжирского соглашения, 1975 год.

После спланированного властями Ирака покушения на жизнь лидера курдского сопротивления, мулла Мустафа Барзани заявил:

Ирак — полицейское государство, управляемое Саддамом Хусейном, у которого мания величия и навязчивое стремление к власти. Он устранил Хардана и Аммаша, он пытался устранить меня, он устранит Бакра.

В феврале 1972 года Саддам Хусейн совершает визит в Москву; результатом этого визита и ответного визита в Багдад председателя Совета министров СССР Алексея Косыгина стало подписание 9 апреля советско-иракского Договора о дружбе и сотрудничестве, обеспечившего всестороннюю советскую поддержку иракскому режиму. Опираясь на эту поддержку, Саддам Хусейн национализировал нефтяную промышленность, перевооружил иракскую армию и наконец «разрешил» курдскую проблему, ликвидировав курдское национально-освободительное движение. Для достижения последней цели ему пришлось выдержать ожесточённые боевые действия с курдскими повстанцами (март 1974 — март 1975), пользовавшимися поддержкой Ирана. Победы над ними Саддам сумел добиться, лишь подписав 6 марта 1975 года Алжирское соглашение с иранским шахом Мохаммедом Реза Пехлеви.

### Модернизация страны

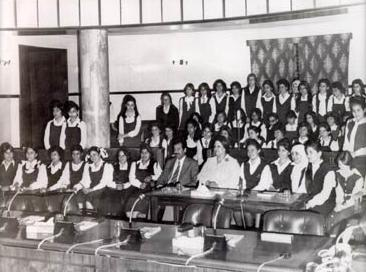
Саддам Хусейн (в центре) содействует распространению грамотности среди женщин. 1970-е годы

Огромные доходы от экспорта нефти позволили осуществить масштабные реформы (многие — под непосредственным руководством Саддама Хусейна) в области экономики и в социальной сфере. Саддам выступил с программой преобразований, цель которых сформулировал кратко: «сильная экономика, сильная армия, сильное руководство». Стараясь справиться с недостатками социалистической экономики, Саддам решил поощрить развитие частного сектора. К середине 1970-х годов он всячески стимулировал предпринимателей и все больше привлекал частные компании, местные и зарубежные, к государственным программам развития. По всей стране шло строительство университетов и школ, автострад и электростанций, водопроводов и систем канализации, малых и больших домов. Открывались многопрофильные и специализированные больницы. Была создана система всеобщего образования и здравоохранения. Под руководством Саддама началась интенсивная кампания по борьбе с безграмотностью. Результатом курировавшейся Саддамом кампании по борьбе с безграмотностью стало увеличение уровня грамотности населения с 30 до 70 процентов, по этому показателю Ирак вышел в лидеры среди арабских стран. Впрочем, существуют иные данные, показывающие, что на 1980 год (в разгар кампании) уровень безграмотности взрослого населения (старше 15 лет) в Ираке составлял 68,5 процентов, а десятилетие спустя (1990 год) — 64,4 процента. В соответствии с заявлением Совета революционного командования от 11 марта 1970 о мирном демократическом урегулировании курдской проблемы в Министерстве просвещения был создан департамент курдского образования. Проводится электрификация, значительно увеличилась сеть автомобильных дорог. Уровень жизни в Ираке стал одним из самых высоких на Ближнем Востоке. Ирак создал одну из самых современных систем здравоохранения на Ближнем Востоке. Популярность Саддама росла с каждым годом.
После национализации иностранных нефтяных интересов Саддам приступил к модернизации сельской местности, начав механизацию сельского хозяйства в крупных масштабах, а также выделив земли крестьянам. По оценкам международных банков и иных финансовых учреждений (МБРР, МВФ, Дойче банка и других), у Ирака образовался весьма крупный валютный резерв в 30-35 млрд долл. В результате экономического бума в Ираке в поисках рабочих мест прибыло значительное число мигрантов из арабских и других азиатских стран. Для руководства некоторыми высокотехнологичными процессами в строительстве и обрабатывающей индустрии приглашались квалифицированные иностранные специалисты. Американский исследователь Тёрнер писал:

Деньги, хлынувшие в казну после 1973 года во все возрастающем количестве от нефтяной индустрии, национализированной в 1971 году, удачно используются на развитие ресурсов страны. Была, в частности, введена превосходная система бесплатного образования. Женщины пользуются неурезанными экономическими правами. Были учреждены всесторонняя программа повышения социального благосостояния, централизованное экономическое планирование. Сломана латифундистская система крупного землевладения, земля распределена среди крестьян. Процент успешных правительственных акций в данных областях является удивительно высоким.

К началу 1980-х Ирак стал, наряду с Египтом, наиболее развитым государством арабского мира.

### Завершение борьбы за власть

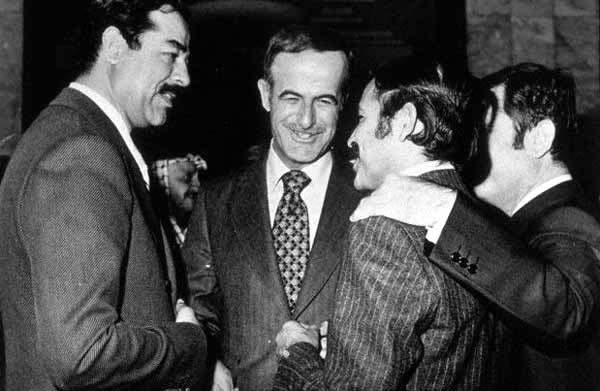
Слева направо: Саддам Хусейн, президент Сирии Хафез Асад, министр иностранных дел Алжира Абдель Азиз Бутефлика и вице-президент Сирии Абд аль-Халим Хаддам, 1979 г.

Саддам Хусейн, между тем, укреплял свою власть, продвигая на ключевые роли в правительстве и бизнесе родственников и союзников. В 1976 году, устранив самых влиятельных в армии баасистов — генерала Хардана ат-Тикрити и полковника Салиха Махди Аммаша, Хусейн принялся за тотальную «баасизацию» страны — идеологическую и административную. Саддам начал с госаппарата, срастив его с партийным. Произошла «чистка» в армии: все нелояльные к режиму офицеры увольнялись либо отправлялись служить в Курдистан, а в военные академии и колледжи стали приниматься только члены партии. Функционеры «Джихаз ханина» уничтожили все независимые фракции и группировки внутри самой «Баас». «Баасизация» армии, по замыслу Саддама, имела целью создания «идеологической армии», нацеленной на защиту власти партии. С помощью секретной службы Саддаму удалось справиться с противостоящими ему в партии и правительстве силовиками, расставить на ключевые места верных людей (преимущественно из родственного тикритского клана) и установить контроль над важнейшими рычагами управления государством.
К 1977 году партийные организации провинций, секретные службы, командование армии и министры уже отчитывались непосредственно перед Саддамом. В мае 1978 года были казнены 31 коммунист и ряд лиц, обвинённых Саддамом в пособничестве созданию партийных ячеек в армии. Саддам объявил коммунистов «иностранными агентами», «предателями иракской родины», арестовал почти всех представителей ИКП в НПФ и запретил все издания ИКП. Таким образом, фронт прекратил даже формальное существование и ИКП ушла в подполье, а в стране установилась однопартийная система. Реальная власть все более ощутимо переходила от аль-Бакра к Саддаму Хусейну.
16 июля 1979 года президент аль-Бакр ушёл в отставку, якобы по болезни (утверждали, что он посажен под домашний арест). Его преемником был объявлен Саддам Хусейн, который также возглавил региональное руководство партии «Баас». Фактически Саддам Хусейн таким образом присвоил себе диктаторские полномочия. Немедленно был арестован генеральный секретарь Совета революционного командования Абд аль-Хусейн Масхади, который под пытками дал показания о гигантском заговоре, якобы возникшем в «Баас» в пользу Сирии. На состоявшемся спустя два дня партийном съезде Масхади вывели на трибуну, и он указал как на своих соучастников на 60 делегатов, которых немедленно арестовали.

## Президент Ирака
Став президентом, Саддам начал всё чаще заговаривать об особой миссии Ирака в арабском и «третьем» мире, претендуя на лавры панарабского лидера такого масштаба, как Гамаль Абдель Насер. На конференции неприсоединившихся стран в Гаване в 1979 году Хусейн обещал предоставить развивающимся странам долгосрочные беспроцентные займы, равные сумме, полученной от повышения цен на нефть, вызвав тем самым восторженную овацию аудитории (и действительно, дал около четверти млрд долл. — разницы в ценах 1979 года).
Как уже отмечалось, к моменту вступления Саддама в должность президента Ирак был бурно развивающейся страной с одним из самых высоких на Ближнем Востоке уровнем жизни. Две войны, инициированные Саддамом, и вызванные второй из них международные санкции привели экономику Ирака в состояние острого кризиса. В результате, как отмечает ВВС:

В 1991 году ООН объявила, что Ирак превратился в государство доиндустриального периода, а отчёты следующих лет свидетельствовали, что уровень жизни в стране упал до прожиточного минимума.

К началу 2002 года удалось восстановить 95 % жизненно важных промышленных предприятий, действовавших в 1990 году.

### Ирано-иракская война
После прихода к власти Саддам Хусейн сразу же столкнулся с серьёзной угрозой своему правлению, исходившей от соседнего Ирана. Аятолла Хомейни, лидер победившей в Иране исламской революции, собирался распространить её на другие страны Персидского залива; кроме того, он имел личную неприязнь к Саддаму Хусейну. Иран начал оказывать поддержку подпольной шиитской группировке «Ад-Даава аль-исламия», развернувшей кампанию покушений и террористических акций против представителей руководства Ирака.
Саддам Хусейн решил провести ограниченную военную операцию против Ирана с тем, чтобы заставить иранское правительство отказаться от враждебных действий. Предлогом для начала войны стало невыполнение Ираном своих обязательств по Алжирскому соглашению 1975 года, согласно которому Иран должен был передать Ираку некоторые приграничные территории. 4 сентября 1980 года иранская армия обстреляла приграничный иракский Ханакин, этот обстрел был расценен как объявление войны. После ряда столкновений на границе 22 сентября 1980 года иракская армия вторглась на территорию соседней страны. Наступление почти сразу провалилось; после долгих ожесточённых боёв иракская армия оккупировала Хорремшехр, но была остановлена под Абаданом, взять который так и не смогла. В результате мобилизации иранского общества на борьбу с агрессором к декабрю иракское наступление было остановлено. В 1982 году иракские войска были выбиты с иранской территории, и боевые действия перенеслись уже на территорию Ирака. Война перешла в затяжную стадию, сопровождавшуюся использованием Ираком и Ираном химического оружия, ракетными обстрелами городов и нападениями на танкеры третьих стран в Персидском заливе обеими сторонами. В августе 1988 года ирано-иракская война, стоившая обеим сторонам огромных людских и материальных жертв, прекратилась фактически на условиях status quo. Саддам Хусейн объявил о победе Ирака, по случаю чего в Багдаде были возведены знаменитые арки «Мечи Кадисии». А сам день окончания войны 9 августа был объявлен Хусейном «днём великой победы». В стране начались празднества, в ходе которых президент именовался спасителем нации.
В ходе войны была также сорвана попытка Саддама получить ядерное оружие: 7 июня 1981 года налётом израильской авиации был уничтожен закупленный Саддамом во Франции ядерный реактор.
Запад опасался роста радикального исламизма аятоллы Хомейни и делал все возможное, чтобы предотвратить победу Ирана. В 1982 году США вычеркнули Ирак из списка стран, поддерживающих терроризм. Два года спустя были восстановлены двусторонние дипломатические отношения, прерванные во время арабо-израильской войны 1967 года. При этом Ирак продолжал оставаться союзником СССР и получать от него вооружение. Однако и несколько западных стран, в том числе Великобритания, Франция и США, тоже поставляли Багдаду оружие и военную технику. США предоставляли Саддаму разведывательную информацию о его противнике и кредиты на миллиарды долларов. Ирак закупал у американских фирм инсектициды и другие химикаты, которые затем использовались для создания химического оружия.

### Операции против курдов
После Исламской революции в Иране проживавшие там курды взялись за оружие. В условиях войны между Ираном и Ираком иранские курды получили ценного союзника в лице Саддама Хусейна. В ответ Тегеран начал предоставлять помощь деньгами и оружием иракским курдам. В борьбе со своими внутренними врагами Саддам в 1982 году заключил соглашение с Турцией о совместной борьбе против курдов. Это соглашение давало турецким и иракским подразделениям право преследовать курдских боевиков на территории друг друга на 17 км. Одновременно курдские повстанцы под командованием сына Мустафы Барзани Масуда осуществили перегруппировку своих боевых подразделений и установили контроль над большей частью пограничных горных районов на севере и северо-востоке страны. Стремясь разгромить курдское сопротивление на севере Ирака, Саддам направил в Курдистан огромные военные силы. Это было связано ещё и с тем, что иранская армия при поддержке иракских курдов развернула военные действия в Северном Ираке.
В ходе войны Саддам Хусейн осуществил войсковую спецоперацию по зачистке северных районов Ирака от курдских повстанческих отрядов «Пешмерга», получившую название «Анфаль», в ходе которой до 182 тыс. курдов (главным образом мужчин, но также некоторое количество женщин и детей) было вывезено в неизвестном направлении и, как выяснилось, расстреляно: с падением режима Саддама стали обнаруживаться их могилы. Ранее, в 1983 году, подобным же образом были уничтожены все мужчины племени Барзан начиная с 15-летнего возраста — 8 тысяч человек. Некоторые курдские девушки были проданы в рабство в Египет и другие арабские страны. Ряд курдских селений и город Халабджа также подверглись бомбардировкам химическими бомбами (только в Халабдже погибло 5 тыс. человек). Всего от воздействия химического оружия пострадали 272 населённых пункта. ООН приняла резолюцию, осуждавшую использование Ираком химического оружия. Однако правительства США и других западных стран продолжали поддерживать Багдад как в политическом, так и в военном отношении практически до самого конца ирано-иракской войны. Кроме того, в ходе операции были разрушены практически все селения и небольшие городки в Курдистане (3900), а 2 млн человек из 4-миллионного населения Иракского Курдистана переселены в так называемые «образцовые посёлки» — фактически концентрационные лагеря.

### Межвоенное время

Экс-канцлер ФРГ Вилли Брандт, переводчик Саадун аль-Зубайди и Саддам Хусейн, 1990 год.

Конец 1980-х годов для региона Ближнего и Среднего Востока прошёл под знаком очевидного спада напряжённости, что было связано прежде всего с прекращением ирано-иракской войны. После прекращения огня Ирак стал оказывать военную помощь командующему вооружёнными силами Ливана генералу Мишелю Ауну, выступившему против сирийской армии, дислоцированной на ливанской территории. Таким образом Саддам Хусейн пытался ослабить позиции сирийского президента Хафеза Асада и расширить и укрепить своё влияние в регионе. Быстрое возрастание веса Ирака в регионе вызвало настороженность его давних союзников. Созданный в разгар противоборства Багдада с Тегераном Совет сотрудничества арабских государств Персидского залива (ССАГПЗ) во главе с Саудовской Аравией стремился восстановить паритет Ирака и Ирана, чтобы не попасть в зависимость ни от одного, ни от другого. Малые страны Залива после окончания войны поспешно приступили к восстановлению отношений с Ираном. В новых условиях Саддам принял решение ускорить переоснащение армии современным оружием и развивать военную промышленность. В результате всего за два послевоенных года ему удалось создать крупнейшую на Арабском Востоке военную машину. Почти миллионная иракская армия, укомплектованная современным вооружением, стала одной из крупнейших в мире (4-й по численности). В то же время из-за репрессий против курдов начало меняться отношение к Ираку западных стран.
16 февраля 1989 года по инициативе Саддама Хусейна в Багдаде было подписано соглашение о создании новой региональной организации — Совета арабского сотрудничества, в который вошли Ирак, Иордания, Йемен и Египет. Тогда же в Багдад приглашается король Саудовской Аравии, и во время его визита подписывается иракско-саудовский договор о ненападении. Со второй половины 1989 года иракская пресса начинает широкомасштабную пропагандистскую кампанию против политики стран ССАГПЗ в ОПЕК, вменяя им вину за отказ ОПЕК от увеличения квоты Ирака, что блокировало восстановление иракской экономики.
Личная популярность Саддама достигла своего пика к началу арабского совещания в верхах в Багдаде в мае 1990 года, где он призвал его участников к созданию единого фронта против агрессии Запада, подчеркнув важность повышения координации действий арабов. Однако вместо создания объединённого фронта во главе с Багдадом на совещании появились признаки того, что другие арабские правительства готовы бросить вызов претензиям Саддама на лидерство. Президент Египта Хосни Мубарак не разделил этот призыв, заявив, что «арабская миссия должна быть гуманной, логичной и реалистичной, свободной от преувеличения своей роли и запугивания». Египетско-иракское сближение после этого сошло на нет. 15 августа Саддам обратился к президенту Ирана с предложением о немедленном заключении мира. Иракские войска были отведены с занятых ими иранских территорий, одновременно начался обмен военнопленными. В октябре между Багдадом и Тегераном были возобновлены дипломатические отношения.

### Вторжение в Кувейт
В результате войны с Ираном иракской экономике был нанесён значительный ущерб. За восемь лет боевых действий образовалась внешняя задолженность, оценивавшаяся примерно в 80 млрд долларов. У страны не было возможности её погасить; наоборот, требовались дополнительные финансовые поступления для восстановления промышленности. В сложившейся ситуации Саддам Хусейн видел потенциальные предпосылки для возникновения социальной нестабильности и, как следствие, угрозы своему режиму. Он предполагал, что накопившиеся за время войны социальные и экономические проблемы страны ему удастся решить в короткие сроки, опираясь на помощь арабских стран, которые встали на его сторону в ходе войны, и прежде всего стран ССАГПЗ. Однако очень скоро стало очевидным, что никто не собирается прощать ему крупного долга, а тем более продолжать безвозмездную финансовую помощь. Несколько раз Саддам просил арабские страны списать долги Ирака и выделить новые кредиты, но эти призывы в основном были проигнорированы.

Флаг Ирака в 1991—2004, символ эпохи Саддама Хусейна

В июле 1990 года Ирак обвинил соседний Кувейт в ведении экономической войны против него и в незаконной добыче нефти на иракской стороне пограничного нефтяного месторождения Румейла. Действительно, Кувейт уже некоторое время превышал установленные для него квоты ОПЕК на добычу нефти, и тем самым способствовал снижению мировых цен на нефть, что лишало Ирак определённой части прибыли от нефтяного экспорта. Однако каких-либо свидетельств того, что Кувейт выкачивал нефть с иракской территории, нет. Кувейтская сторона не поспешила выделить Ираку требуемую им компенсацию (2,4 млрд долларов), предпочтя начать переговоры с целью по возможности смягчить иракские требования. Терпение Саддама Хусейна истощилось, и 2 августа 1990 года иракская армия вторглась в Кувейт и оккупировала его. 8 августа было объявлено об аннексии страны, ставшей 19-й провинцией Ирака под названием «Ас-Саддамия».
Вторжение в Кувейт вызвало единодушное осуждение мирового сообщества. Американцы же указывали, что немало мировых лидеров не стали осуждать иракские действия, а президент Йемена, после победы иракской армии, приехал в Багдад и открыто заявил, что Кувейт — это Иракская земля. На Ирак были наложены санкции, и по мандату ООН была создана международная коалиция, ведущую роль в которой играли США, пользовавшиеся поддержкой всех стран НАТО и умеренных арабских режимов. Сосредоточив в Индийском океане и Персидском заливе мощную военную группировку, США и их союзники провели операцию «Буря в пустыне», разгромив иракские войска и освободив Кувейт (17 января — 28 февраля 1991).

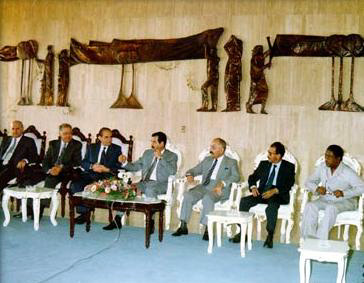
Саддам Хусейн (в центре) с национальным руководством партии «Баас» в 1990 году

Успехи войск коалиции вызвали всеобщее восстание против режима, как на шиитском юге, так и на курдском севере Ирака, так что в какой-то момент восставшие контролировали 15 иракских провинций из 18. Саддам подавил эти восстания, используя высвободившиеся после заключения мира части Республиканской гвардии. Правительственные войска подвергли удару важнейшие шиитские святыни и мечети, где собирались повстанцы. Западные журналисты, побывавшие в Кербеле после подавления восстания, свидетельствовали: «На расстоянии пятисот ярдов от двух святынь (гробниц имама Хусейна и его брата Аббаса) разрушения напоминали Лондон на пике его бомбардировок германской авиацией во время Второй мировой войны». Подавление восстания сопровождалось пытками и массовыми казнями мусульман-шиитов, расстрелами подозреваемых в оппозиционной деятельности на стадионах или с применением вертолётов. Расправившись с шиитами, Багдад бросил войска против курдов. Они быстро вытеснили курдов из городов. Авиация бомбила селения, дороги, места скопления беженцев. Десятки тысяч мирных жителей устремились в горы, где многие из них погибли от холода и голода. В ходе подавления курдского восстания более 2 млн курдов стали беженцами. Жестокость, с которой режим расправлялся с восставшими, заставила коалицию ввести «бесполётные зоны» на юге и севере Ирака и начать гуманитарную интервенцию (операция «Provide Comfort») на севере Ирака. Осенью 1991 иракские войска покинули три северные провинции (Эрбиль, Дахук, Сулеймания), где под прикрытием международных войск было создано курдское правительство (так называемый «Свободный Курдистан»). Между тем в областях, возвратившихся под его власть, Саддам продолжал политику репрессий: это относилось как к Киркуку и другим районам Курдистана, где продолжалась «арабизация» (изгнание курдов с передачей их домов и земель арабам), так и на шиитском юге, где убежища повстанцев — болота в низовьях Тигра и Евфрата и долине Шатт-эль-Араба — были осушены, а проживавшие там племена «болотных арабов» выселены в специально построенные и целиком подконтрольные посёлки.
Несмотря на победу международной коалиции, санкции (как военные, так и экономические) с Ирака сняты не были. Ираку было выдвинуто условие, что жёсткие экономические санкции против него сохранятся вплоть до полной ликвидации всего оружия массового поражения, включая ядерное, химическое и биологическое. В Ирак были направлены представители международных организаций для контроля за возможным производством и хранением оружия массового уничтожения. Режим санкций был несколько смягчён в 1996 году, когда была принята программа ООН «Нефть в обмен на продовольствие», предусматривавшая продажу под контролем ООН иракской нефти с последующей закупкой (той же организацией) продовольствия, медикаментов и т. д. Эта программа, однако, стала источником коррупции как для администрации ООН, так и для самого Саддама Хусейна.

### Культ личности
Саддам Хусейн постепенно установил свой культ личности. Наиболее ярко он проявился в следующих примерах:
- В аэропорту Багдада, названном именем Саддама Хусейна, были вывешены портреты президента страны, а на бетонных колоннах вокзала города краской была сделана надпись: «С нами Аллах и президент, долой Америку»[112].
- Саддам Хусейн издал приказ, чтобы каждый десятый кирпич, использованный при восстановлении древних построек Вавилона, помечался его именем. Так, в результате этого приказа древний дворец царя Навуходоносора был перестроен: на кирпичах запечатлели имя Саддама.
- На кирпичах многих дворцов в эпоху Саддама Хусейна была поставлена его подпись или восьмиконечная звезда со словами «Построено в эпоху Саддама Хусейна».
- В 1991 году в стране был принят новый флаг Ирака. Саддам собственноручно написал фразу «Аллах Акбар» на флаге. Помимо этой фразы на флаге были запечатлены три звезды, символизирующие единство, свободу и социализм — лозунг партии «Баас». В таком виде флаг просуществовал до 2004 года, пока новое иракское правительство не решило избавиться от него, как ещё одного напоминания об эпохе Саддама Хусейна[113].
- За время правления Саддама Хусейна в Ираке было установлено множество его изваяний и портретов, памятники Саддам стояли во всех госучреждениях. Первый такой памятник был открыт в Багдаде 12 ноября 1989 года. Памятников по улицам Багдада было установлено великое множество, практически в любом заведении или здании, даже на заборах, магазинах и в гостиницах. Портрет лидера страны изображался в самых разных видах и формах, Саддам мог быть в маршальском мундире или строгом костюме государственного деятеля, на фоне плотин гидроэлектростанций или дымящих труб заводов, в пальто с винтовкой в руках, в одежде крестьянина или бедуина и т. д[114]. Помощник и спичрайтер министра иностранных дел СССР Шеварднадзе Теймураз Степанов, посещавший в начале 1989 года вместе с ним Ирак, писал в своём дневнике: «Багдад явно занимает первое место в мире (опережая Пхеньян и Дамаск) по количеству портретов первого лица государства»[115].
- На всех министерствах страны висели огромные портреты Саддама в одеяниях и антураже, соответствующих деятельности того или иного министерства. На брелоках для ключей, заколках, игральных картах и наручных часах — практически везде со временем появился портрет Саддама Хусейна. О необычайном мужестве Саддама Хусейна писали романы и снимали фильмы.
- На телевидении было установлено обязательное наличие в углу экрана изображения Саддама Хусейна на фоне мечети. Когда приходило время очередной молитвы, чтение Корана непременно сопровождалось изображением молящегося президента. А с 1998 года ко дню рождению вождя ежегодно открывалась новая мечеть[источник не указан 2330 дней][112].
- Иракские средства массовой информации должны были представлять Саддама как отца нации, строителя школ и больниц. На многих видеокадрах времён его правления можно видеть, как иракцы просто подходят к президенту и целуют его руки или его самого. Школьники пели хвалебные гимны и декламировали оды, прославляющие жизнь президента. В школе на первой странице учебников печатался портрет Саддама, а покрытые портретами Саддама Хусейна и его цитатами остальные страницы книг восхваляли вождя и партию «Баас»[116]. Статьи в газетах и научные труды начинались и заканчивались прославлением президента.
- Именем Саддама Хусейна были названы многие учреждения, оружие и даже районы: Международный аэропорт имени Саддама, стадион имени Саддама, мост имени Саддама Хусейна (переименован в 2008 году в мост имама Хусейна)[117], район Багдада «Саддам-сити», ракеты «аль-Хусейн» (до этого «Скад»), Университет Саддама Хусейна (ныне Университет «Аль-Нахрейн»), Саддамовский центр искусств, плотина имени Саддама и даже «улица 28 апреля» (названа в честь дня рождения Саддама; переименована в 2008 году в улицу «Аль-Салхия»)[117]. Захваченный Кувейт был объявлен 19-й провинцией Ирака под названием «Аль-Саддамия»[118][119].
- Поскольку Саддам Хусейн считался «отцом нации», он завёл специальный телефон, по которому граждане могли «советоваться» с ним, излагать свои претензии. Спустя какое-то время его отменили[источник не указан 2330 дней].

#### Изображение Саддама Хусейна на деньгах Ирака
Одним из самых ярких проявлений культа личности Саддама было печатание купюр и выпуск монет с его изображением. Впервые монеты с изображением Саддама появились ещё в 1980 году. Начиная с 1986 года портрет иракского президента стал печататься на всех денежных купюрах страны. На протяжении всего правления Саддама Хусейна в Ираке имели хождение две валюты — динары старого и нового образца. Динары с Саддамом окончательно были введены после войны в Персидском заливе (1991). Динары старого образца являются основной валютой автономного района на севере Ирака — Курдистана.
| Лицевая сторона | Оборотная сторона | Описание                |
| --------------- | ----------------- | ----------------------- |
|                 |                   | 5 динаров 1992 года     |
|                 |                   | 10 динаров 1994 года    |
|                 |                   | 25 динаров 1986 года    |
|                 |                   | 25 динаров 2001 года    |
|                 |                   | 50 динаров 1991 года    |
|                 |                   | 50 динаров 1994 года    |
|                 |                   | 100 динаров 1991 года   |
|                 |                   | 100 динаров 1994 года   |
|                 |                   | 100 динаров 2002 года   |
|                 |                   | 250 динаров 1995 года   |
|                 |                   | 250 динаров 2002 года   |
|                 |                   | 10000 динаров 2002 года |

#### Музей подарков Саддаму Хусейну
Став президентом Ирака, Саддам открыл в Багдаде музей своих подарков. Здание располагалось в центре Багдада, в башне, известной как «Часы Багдада». Рядом с музеем находится могила Неизвестного солдата и площадь, на которой во время правления Саддама Хусейна проходили воинские парады. Все дары, а также и некоторые личные вещи Саддама разместились в пяти залах, каждый из которых был посвящён определённой тематике: оружие, авторские работы, ордена, ювелирные изделия и картины.
В 1997 году, в день своего шестидесятилетия, Саддам дал поручение группе каллиграфов написать текст священного Корана, использовав вместо чернил его собственную кровь. Как известно, Коран содержит около 336 тысяч слов. Написание этой книги заняло почти три года. В день своего 63-летия на торжественной церемонии, проходившей в президентском дворце Дар ан-Наср в Багдаде, желаемый подарок был вручён Саддаму Хусейну.
В день рождения президента Ирака к Музею Саддама Хусейна очередь из жаждущих преподнести дар своему руководителю растягивалась на несколько сотен метров. Для жителей Ирака эта дата отмечалась как национальный праздник: 26 августа 1985 года день рождения Саддама Хусейна стал официально отмечаться всей страной как праздник День президента. Военный парад, демонстрация трудящихся являлись непременными атрибутами этого дня.

#### Медали Саддама Хусейна
Медали, принадлежавшие Саддаму Хусейну, прославляли как его, так и его заслуги. В частности, некоторые из них восхваляют президента Ирака за проведённую «мать всех сражений» в Кувейте или за «подавление курдского восстания». Впрочем, медали восхваляют не только военные доблести Саддама. Некоторые даны за заслуги по очистке нефти, другие — за открытый цементный завод. «Религиозность» правления Саддама выразилась в медали «Борьба во имя Аллаха». Один знак отличия желает президенту «долгой жизни». Для награждения Саддама Хусейна в Ираке учредили «Орден Народа», выполненный из чистого золота с бриллиантами и изумрудами.

#### Знание биографии
12 февраля 2000 года президент Саддам Хусейн как руководитель правящей партии «Баас» исключил из её рядов нескольких членов партии, не сдавших экзамен на знание его биографии. Провалившиеся на экзамене считались недостойными занимать ответственные должности и посты в партийных и государственных структурах.

### Литературная деятельность
Саддам Хусейн написал за последние годы своего правления несколько поэтических произведений, а также прозу. Его перу принадлежат два романа о любви. Из них наиболее популярен анонимно опубликованный (под псевдонимом «Сын отечества») роман «Забиба и царь», написанный в 2000 году. Действие происходит в некоем арабском королевстве много веков назад. Герой — король: всемогущий, но одинокий. И вот на его пути возникает прекрасная и мудрая девушка Забиба. Он очарован ею, но их счастье разрушает иноземное нашествие. Варвары разрушают королевство, которое было колыбелью цивилизации. Забибу зверски насилуют. Это происходит 17 января (в этот день 1991 года началась первая война в Персидском заливе). Иракские критики пели осанну поэзии и прозе Саддама, превозносили его творчество как вершину арабской литературы. Книга сразу же стала бестселлером и вошла в обязательную школьную программу. Внимательными читателями творчества Саддам были и аналитики ЦРУ, сомневавшиеся в том, что Саддам автор произведения. Несмотря на эти домыслы, они пытались проникнуть в его сознание, расшифровывая арабскую вязь его поэм и романов. В последние месяцы перед вторжением Саддам Хусейн написал роман под названием «Посмертное проклятие». Повествование охватывает историю Ирака с древности до сегодняшних дней.
За три года, проведённых в американской тюрьме, Саддам Хусейн написал не одно стихотворение, а целые циклы. На первом же судебном заседании Саддам написал небольшое стихотворение:

Встань гордо, в приданое порох возьми.

Шаг неверный не страшен — время есть впереди.

Наша решимость — скрытый огонь,

И за первым окопом окоп есть второй.

Он писал стихи своим тюремщикам и суду. После того как ему зачитали смертный приговор, он засел за своё последнее стихотворение, которое стало его завещанием иракскому народу. Саддам Хусейн является также автором ряда работ по военной стратегии и 19-томной автобиографии.

### Саддам и иракский народ
Санкции ООН, введённые после войны 1991 года, нанесли огромный экономический ущерб Ираку. В стране царила разруха и голод: жители испытывали недостаток электроэнергии и питьевой воды, во многих районах разрушены канализация (30 % сельских жителей лишились современной канализации) и установки по очистке воды (половина сельского населения не имела чистой питьевой воды). Широко распространились кишечные заболевания, в том числе холера. За 10 лет детская смертность возросла вдвое, треть детей в возрасте до пяти лет страдает хроническими заболеваниями. К маю 1996 медико-санитарное состояние и экономическое положение страны ухудшились, была разрушена система здравоохранения. В этой обстановке Саддам Хусейн был вынужден согласиться на большинство условий ООН, включая ассигнование 1/3 доходов Ирака от разрешённого экспорта нефти на выплату компенсаций жертвам войны в Персидском заливе, а также выделение до 150 млн долл. на пособия курдским беженцам. В 1998 координатор программы Денис Халлидей оставил свой пост, заявив, что санкции провалились как концепция и бьют лишь по невинным людям. Его преемник Ханс фон Шпонек ушёл в отставку в 2000 году, сказав, что режим санкций привёл к «настоящей человеческой трагедии». Тяжёлое экономическое положение страны и режим жёсткой власти заставляло многих людей покидать страну.
Согласно докладу правозащитной организации «Human Rights Alliance France» за 2001 год, во время правления Саддам страну покинули от 3 до 4 миллионов иракцев (население Ирака на тот момент: 24 миллиона человек). По заявлениям комиссии ООН по беженцам, иракцы были второй по численности группой беженцев в мире.
Свидетелями описываются жестокие расправы над мирными жителями без суда и следствия. Во время войны с Ираном были распространены расправы над мусульманами-шиитами. Так, женщина из Наджафа сообщает, что её муж был убит за то, что отказался в молитве поддержать вторжение войск в Иран. Власти убили её брата, а ей самой выбили зубы. Её дети в возрасте 11 и 13 лет были приговорены к тюремному заключению на 3 и соответственно 6 месяцев. Существуют также свидетельства того, что солдаты привязывали к «обвиняемым» взрывчатку, а затем заживо взрывали их.
С другой стороны, для самих иракцев эпоха Саддама Хусейна стала ассоциироваться с периодом стабильности и безопасности. Один из школьных иракских преподавателей отметил, что во времена Саддама Хусейна «существовала также огромная пропасть между правящим классом и простым народом в уровне жизни, но страна жила в безопасности и люди гордились тем, что они иракцы».
В области образования государство обеспечивало в Ираке всеобщее бесплатное светское образование на всех этапах, от детского сада до университета. На начало 1998 года до 80 % населения умели читать и писать.

### Права человека
Существуют многочисленные свидетельства, что спецслужбы под руководством Саддама применяли пытки (электрический шок, подвешивание заключённых за кисти рук и т. п.), причём, по сведениям правозащитной организации Human Rights Watch, за применение пыток тюремщики награждались.
Сам Саддам на вопрос корреспондента «Ньюсуик» о пытках и казнях с удивлением ответил: «Конечно, это все есть. А как, по-вашему, следует поступать с теми, кто выступает против власти?» В своём докладе за 2001 год неправительственная организация «Международная амнистия» так описывала методы, применяемые в тюрьмах Саддама: «Жертв пыток ослепляли, срывали с них одежду и на долгие часы подвешивали их на запястьях. Электрошок применялся на различных частях их тел, включая гениталии, уши, язык и пальцы… Некоторых пострадавших заставляли смотреть, как на их глазах пытают их родственников и членов семей». Как пишет газета «Вашингтон Пост», в настоящее время иракские тюремщики «по привычке» продолжают применять те же «методы допроса», что и при Саддаме: электрический шок, подвешивание заключённых за кисти рук, однако, такие «эксцентричные формы пыток, предпочитавшиеся Саддамом Хусейном», как применение кислоты, сексуальное насилие, групповые казни — отменены.
Многие методы пыток, которые использовались в саддамовском Ираке, широко применяются и при нынешних иракских властях (не только «бывшими тюремщиками», но и сотрудниками остальных силовых ведомств, включая солдат международной коалиции).
Как отмечал в 2006 году докладчик ООН по пыткам Манфред Новак:

Большинство людей говорит, что ситуация с пытками в Ираке абсолютно вышла из-под контроля. Ситуация настолько неутешительна, что многие говорят, что сейчас хуже, чем во времена правления Саддама Хусейна.

### Покушения и заговоры
За годы правления на Саддама Хусейна было совершено не одно покушение. В большинстве случаев организаторами являлись военные или оппозиционные движения. Благодаря эффективным мерам иракских спецслужб все попытки заговора пресекались, но не всегда успешно. Нередко целями заговорщиков становились члены семьи президента; так в 1996 году на старшего сына Саддама Удея было совершено покушение, в результате которого он оказался парализован и несколько лет мог ходить только с тростью. К наиболее известным попыткам переворота и покушения на Саддама можно отнести:
- 8 июля 1982 года на трассе, проходившей рядом с селением Эд-Дуджейль, неизвестными боевиками было совершено неудачное покушение на президента Ирака. Саддам Хусейн чудом остался жив, погибли 11 его телохранителей. В результате были арестованы сотни жителей деревни, из которых 250 человек пропали без вести, 1500 попали в тюрьму, а 148 из них (все мусульмане-шииты) приговорены к расстрелу и казнены[145].
- В 1987 году члены партии «Даава» атаковали кортеж иракского президента — погибли десять его охранников, но Саддам не пострадал.
- В конце 1988 года произошла попытка покушения на президента и организации переворота, благодаря системе охраны она провалилась. Было казнено несколько десятков офицеров, пытавшихся всё это осуществить.
- В сентябре 1989 года на военном параде к колоннам танков присоединился Т-72 без номера с заряженной пушкой. Танк сумел миновать заслоны. Но когда до трибуны оставалось 50 метров, танк был остановлен. Вскоре были казнены 19 офицеров-заговорщиков.
- В 1996 году при поддержке ЦРУ «Иракское национальное согласие» попыталось организовать переворот в Ираке. На проведение операции было предоставлено 120 миллионов долларов, но заговор был раскрыт. 26 июня 120 заговорщиков, среди которых были члены «Иракского национального согласия» и 80 офицеров, были арестованы и казнены[146].
- В конце сентября 1997 года иракская оппозиция попыталась осуществить покушение на Саддама Хусейна на дороге Самарра — Тикрит, по которой должен был проследовать президент Ирака. У автомобиля, в котором ехал один из организаторов покушения, на большой скорости лопнуло колесо, и он перевернулся. Прибывшие к месту аварии силы безопасности подвергли машину тщательному досмотру и обнаружили в ней показавшиеся им подозрительными документы. Арестованный признался в заговоре и выдал имена сообщников. Все они — 14 человек, — были арестованы и казнены[147].
- В январе 2000 года иракская оппозиция во главе с командующим второй бригадой республиканской гвардии генералом Абдель Керимом ад-Дулейми собирались устроить вооружённую засаду на пути следования кортежа президента Ирака на праздничную церемонию по случаю Дня иракской армии. Однако заговор был раскрыт. Всех его участников — 38 человек — казнили без суда и следствия в военном лагере к западу от Багдада[148].
- В октябре 2002 года кувейтская газета Al-Qabas сообщила об очередном покушении на Саддама Хусейна. Иракский военный лётчик, пилотировавший МиГ-23, попытался нанести удар по президентскому дворцу «Тартар», где в тот момент находился иракский лидер. Покушение провалилось, и пилот погиб[149].
- В декабре 2003 года Израиль признал, что готовил план покушения на Саддама Хусейна в 1992 году. Предполагалось забросить вглубь территории Ирака подразделение спецназовцев, которые должны были выпустить специально разработанные для этой цели ракеты по Саддаму во время церемонии похорон его дяди. План пришлось оставить после того, как пять израильских военнослужащих погибли во время тренировки[150].

### Переизбрания
В соответствии с конституционной поправкой 1995 года глава государства избирается на 7-летний срок на всенародном референдуме. 15 октября того же года в Ираке прошёл референдум о переизбрании Саддам на очередной семилетний срок. На первом в истории страны референдуме 99,96 % иракцев высказались за выдвижение Саддама Хусейна на пост президента. В мае 2001 года он снова был выбран генеральным секретарём регионального руководства Баасистской партии Ирака.
15 октября 2002 года в Ираке состоялся второй референдум о продлении ещё на семь лет полномочий президента страны Саддама Хусейна. В бюллетене, где был всего лишь один кандидат, следовало ответить «да» или «нет» на простой вопрос: «Согласны ли вы, чтобы Саддам Хусейн сохранил за собой пост президента?» По итогам голосования Саддам Хусейн сохранил пост президента, набрав 100 % голосов. Уже через день после голосования Саддам принёс присягу на Конституции. На церемонии, проходившей в здании иракского парламента в Багдаде, президенту вручили позолоченный меч и символический карандаш — символы правды и справедливости. В ходе инаугурации Саддам заявил:

С 1995 года [когда начался мой предыдущий президентский срок] мир изменился. Но им правят те же люди, люди, не понимающие, что такое верность принципам и готовность защищать их

В своём обращении к парламентариям Саддам высказался о значимости Ирака, который, по его мнению, мешает выполнению Америкой своих глобальных планов. Из этого, Саддам Хусейн делает вывод, что планы администрации США направлены не только против самого Ирака, но и против всего человечества. Резюмируя своё обращение, Саддам сказал:

Мы в ситуации, когда надо выбирать между добром и злом. И я надеюсь, что Господь наставит меня на правильный путь. Да здравствует Ирак и иракцы!

Присутствовавшие на церемонии инаугурации встретили речь президента бурной овацией, и звук аплодисментов заглушила только мелодия гимна страны, которую исполнял военный оркестр.
20 октября по случаю своей «стопроцентной победы» на референдуме Саддам Хусейн объявил всеобщую амнистию. По его указу на свободу вышли и те, кто был приговорён к смертной казни, и политические заключённые. Амнистия распространилась на иракских заключённых внутри страны и за её пределами. Единственным исключением стали убийцы. По распоряжению Саддама убийцы могли выйти на свободу только в случае согласия родственников погибших. Те, кто совершил кражу, должны найти способ возместить ущерб пострадавшим.

## Вторжение США в Ирак

### Перед войной
Ещё в 1998 году Билл Клинтон подписал так называемый «Акт Освобождения Ирака», согласно которому США должны были способствовать свержению Саддама и демократизации Ирака. Проявившийся в 1998 году иракский кризис привлёк широкое внимание международной общественности. В ноябре 2000 года президентом США стал Джордж Буш-младший, с самого начала давший понять, что намерен проводить в отношении Ирака жёсткую политику, и пообещавший «вдохнуть новую жизнь» в режим санкций. Он продолжил начатое Биллом Клинтоном финансирование иракских оппозиционных группировок, в частности, работающего в изгнании Иракского национального конгресса, надеясь таким образом подорвать власть Саддама Хусейна.
Решение о вторжении было принято администрацией Джорджа Буша-младшего в середине 2002 года, и тогда же началась военная подготовка. Предлогом для вторжения послужило обвинение иракского правительства в продолжающихся работах над созданием и производством оружия массового уничтожения и причастности к организации и финансировании международного терроризма. ООН поддержало военную интервенцию в Ирак, и руководства США и Великобритании начали действовать на своё усмотрение, которых поддержало руководство Германии, Франции и России. Саддам Хусейн по этому поводу заявил:

Америка — сложная страна. Понять её могут немногие даже в профессиональной разведке. Собственно, я запрещаю разведке делать выводы из чтения американской прессы. Не этим должна заниматься разведка, когда она не может обрести твёрдые факты и обращаются к прессе, которую я уже знаю. Добыть сведения таким способом — моя задача… Этому учит нас и иранский опыт

 Америка — сложная страна. Чтобы понять её, требуется политическое чутьё… Оригинальный текст (англ.)America is a complicated country. Understanding it requires a politician's alertness… — Саддам Хусейн, 1990 год
Большинство арабских и мусульманских стран до 2002 года весьма осторожно шли на восстановление отношений с Ираком в прежнем объёме. Отношения с Кувейтом продолжали оставаться напряжёнными и после окончания войны в заливе. В декабре Саддам Хусейн в обращении к кувейтскому народу извинился за вторжение в Кувейт в августе 1990 года и предложил объединиться в борьбе с США:

Мы просим прощения у Бога за все деяния, которые разозлили его в прошлом, вина за то, о чём мы не знали прежде теперь лежит на нас, и мы извиняемся за это так же перед вами.

Но кувейтские власти не приняли извинения Саддама. Однако ряд европейских стран (Франция, Италия, Испания, Греция, Германия и др.) вернули в Багдад свои дипломатические миссии, что мотивировалось главным образом их экономическими интересами в Ираке.
Накануне начала военных действий глава Торгово-промышленной палаты РФ Евгений Примаков по личному поручению президента России Владимира Путина посетил Багдад и встретился с Саддамом Хусейном. На встрече с иракским лидером Примаков заявил:

Если вы любите свою страну и свой народ, если хотите уберечь свой народ от неизбежных жертв, вы должны уйти с поста президента Ирака.

Как рассказал потом Примаков, он сказал Саддаму, что тот может обратиться к правительству Ирака и предложить провести выборы в стране. Саддам выслушал его молча. В ответ на это предложение иракский лидер сказал, что во время первой войны в Персидском заливе его тоже уговаривали уйти от власти, однако война оказалась неизбежной. «После этого он похлопал меня по плечу и ушёл», — сказал Примаков.

### Свержение

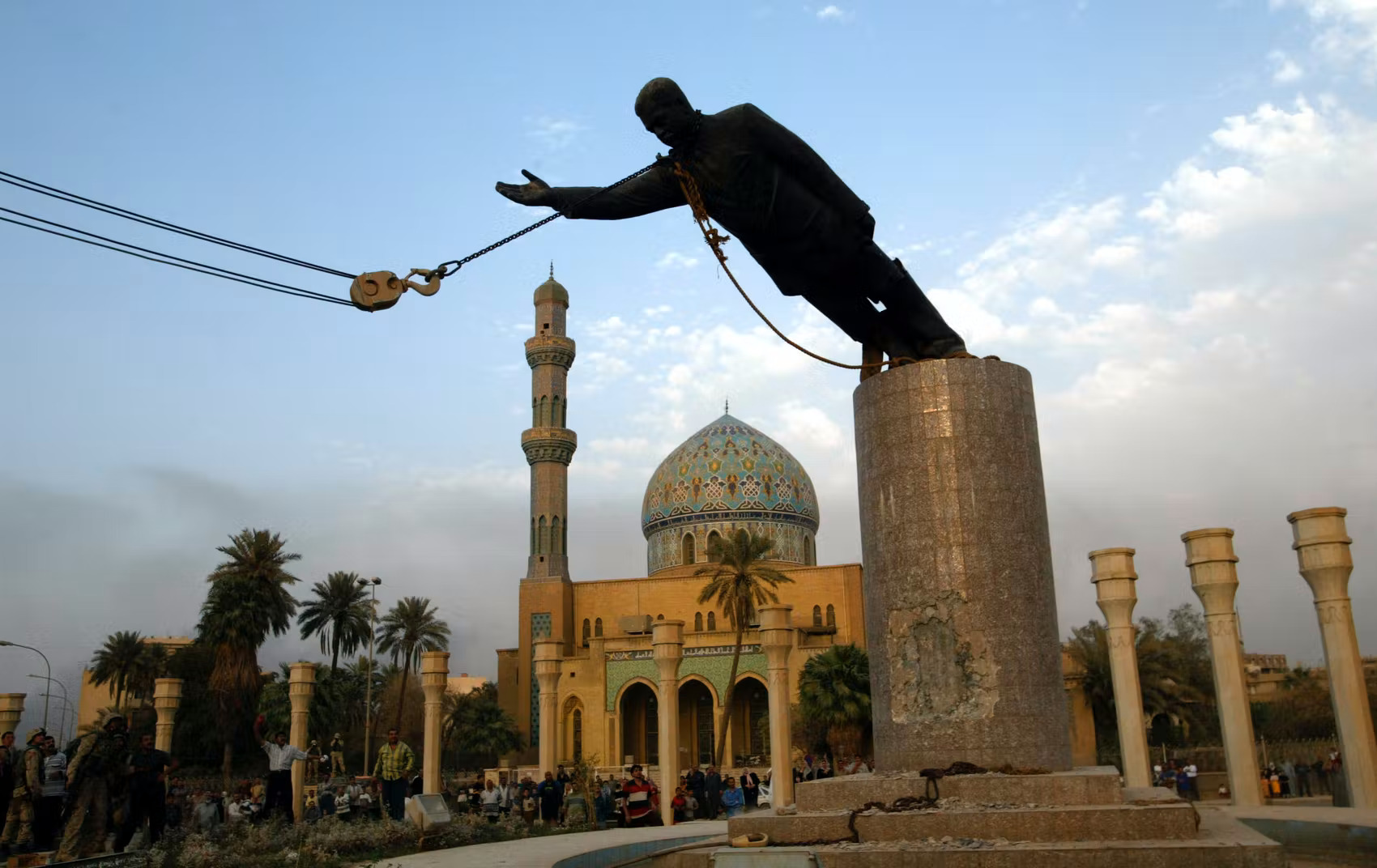
Снос памятника Саддаму Хусейну в Багдаде. 9 апреля 2003

14 февраля 2003 года Саддам Хусейн подписал указ о запрете ввоза и производства оружия массового поражения. Однако для США и союзников это уже ничего не значило. 18 марта президент США Джордж Буш-младший выступил с обращением к нации. В своём обращении президент США предъявил ультиматум Саддаму Хусейну и предложил иракскому лидеру добровольно отказаться от власти и покинуть страну вместе со своими сыновьями в течение 48 часов. Американский президент заявил о неизбежности военной операции против Ирака в случае невыполнения требований ультиматума. В свою очередь Саддам Хусейн отказался принять ультиматум и покинуть страну.
20 марта войска США и Великобритании начали военные действия против Ирака, подвергнув в этот день Багдад бомбардировкам. Через несколько часов, вслед за окончанием атаки вооружённых сил США, по телевидению выступил Саддам Хусейн. Он призвал жителей страны к сопротивлению агрессии США и заявил о неизбежной победе Ирака над американцами. Однако на деле всё было иначе. В течение двух недель коалиционные войска сломили сопротивление иракской армии и подошли к Багдаду. На протяжении всего этого времени коалиционные войска не раз сообщали о смерти иракского президента, поражая цели в столице, где, по оперативным данным, находился иракский лидер, но каждый раз Саддам опровергал это, появляясь в телеэфире с очередным обращением к нации. 4 апреля иракское телевидение показало кадры, на которых запечатлён Саддам Хусейн, посещающий места в западной части Багдада, подвергшиеся бомбардировке, а также жилые кварталы столицы. Он был в военной форме, держался уверенно, улыбался, разговаривал с окружившими его иракцами, пожимал им руки. Те его восторженно приветствовали, размахивая автоматами. Саддам брал на руки и целовал детей.
7 апреля Саддам Хусейн, менявший своё местоположение каждые три часа, стал понимать, что шансов победить у него осталось мало; американская армия дошла до Багдада, но надежда до последнего не покидала его, и он заявил о намерении «встретиться с руководством партии „Баас“, чтобы мобилизовать партийные ресурсы». Столица была поделена сначала на четыре, затем на пять секторов обороны, во главе каждого из которых иракский президент поставил члена «Баас» и велел сражаться до последней капли крови. По воспоминаниям Тарика Азиза, Саддам Хусейн «уже был человеком с сокрушённой волей». В тот день бомбардировщик B-1B сбросил на место, где предположительно находился Саддам, четыре бомбы, каждая весом более 900 кг. Вечером телевидение Ирака в последний раз показало Саддама Хусейна в качестве президента страны, а в 10:30 утра следующего дня трансляция иракского телевидения прекратилась. 9 апреля коалиционные войска вступили в Багдад. 14 апреля войска США захватили последний оплот централизованного сопротивления иракской армии — город Тикрит. По некоторым данным, там находилось 2500 солдат армии Ирака. После падения Багдада Саддама, по некоторым сведениям, уже считали погибшим. Однако 18 апреля государственный абу-дабийский телеканал Abu Dhabi TV продемонстрировал видеоплёнку, на которой Саддам Хусейн выступает в Багдаде перед народом именно в тот день, когда в город вошли американские войска, и иракцы при поддержке морпехов снесли статую Саддама. Судя по плёнке, это было последнее появление Саддама Хусейна на улицах Багдада, во время которого жители города восторженно приветствовали его.
Несколько лет спустя, 9 сентября 2006 года, в опубликованном докладе комитета Сената США по разведке было указано, что Саддам Хусейн не имел никаких связей с «Аль-Каидой». Это заключение сводит на нет заявления Джорджа Буша о давних связях режима Саддама с террористическими организациями. Со ссылкой на информацию ФБР в докладе было сказано, что Саддам отклонил просьбу Усамы бен Ладена о помощи в 1995 году. В том же докладе на основе захваченных документов также было проанализировано, каким образом Саддам Хусейн готовил свои вооружённые силы, оценивал международную обстановку и командовал войсками непосредственно до и во время начала войны 2003 года.
Как оказалось, Саддам переоценивал мощь иракской армии, неадекватно анализировал ситуацию в мире и не ожидал начала вторжения, предполагая, что дело ограничится бомбардировками (как в 1998 году). Ещё позднее авторы опубликованного в марте 2008 года доклада «Саддам и терроризм», подготовленного по заказу Пентагона, пришли к выводу, что иракский режим всё-таки не имел никаких связей с «Аль-Каидой», но поддерживал контакты с террористическими группировками на Ближнем Востоке, целями которых были враги Ирака: политэмигранты, курды, шииты и т. д. В докладе отмечается, что до теракта 11 сентября 2001 года структуры «Аль-Каиды» в Ираке не действовали, за исключением небольшой группировки «Ансар аль-Ислам». Наоборот, именно американское вторжение привело к активизации боевиков этой террористической организации в регионе.
Окончательно правительство Саддама Хусейна пало 17 апреля 2003 года, когда капитулировали остатки дивизии «Медина» под Багдадом. Американцы и их союзники по коалиции установили контроль над всей страной к 1 мая 2003 года. 

### Арест
Беря страну, американцы постепенно выявляли местонахождение всех бывших лидеров Ирака. В конце концов был обнаружен и сам Саддам. По официальной версии неизвестный (родственник или ближайший помощник) выдал информацию о его местонахождении, указав три места, где скрывался Саддам. В получившей название «Красный восход» операции по поимке иракского президента, американцы задействовали 600 солдат — спецназ, инженерные войска и силы поддержки 4-й пехотной дивизии армии США.

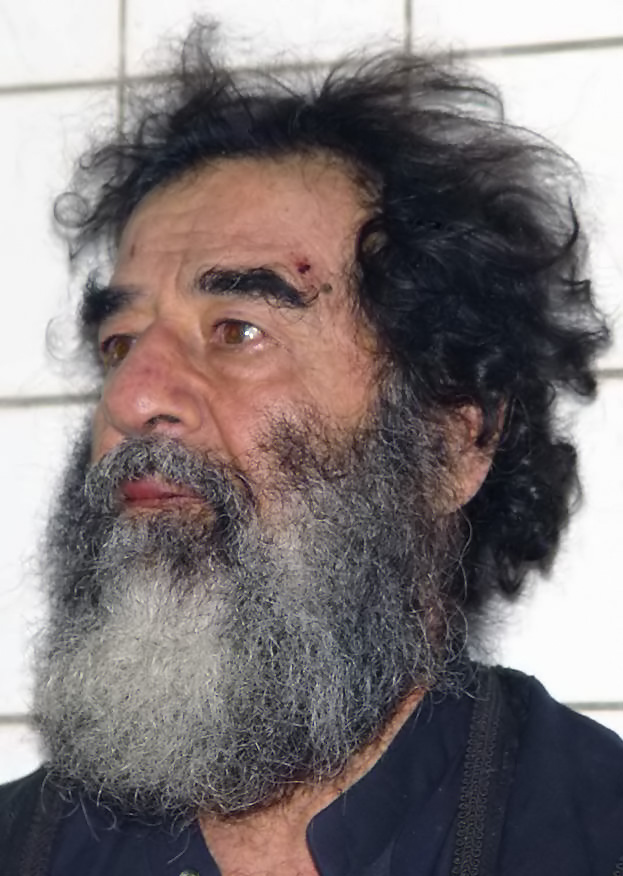
Саддам Хусейн во время ареста, 2003 год

Саддама Хусейна арестовали 13 декабря 2003 года в подвале деревенского дома близ селения Эд-Даур, под землёй, на глубине около 2 м, в 15 км от Тикрита. При нём обнаружили 750 тыс. долларов, два автомата Калашникова и пистолет; вместе с ним были арестованы ещё два человека. Отвечая на вопрос журналистов, в каком состоянии находился свергнутый иракский лидер, командующий вооружёнными силами США в Ираке Рикардо Санчес сказал: «Он производил впечатление уставшего человека, вполне смирившегося со своей судьбой». По словам генерала, Саддама вытащили из подвала в 21:15 по местному времени. Вскоре на весь мир транслировались кадры, как американский врач обследует уставшего, взъерошенного, обросшего и грязного старика, который некогда был всесильным президентом Ирака. Несмотря на это, история с арестом Саддама противоречива. Существует версия, что Саддама арестовали не 13 числа, а 12 декабря и в ходе ареста он отстреливался из пистолета со второго этажа частного дома в Тикрите, убив при этом американского пехотинца. По официальным американским данным, за день 12 декабря в Ираке погибло двое военнослужащих США — один в Багдаде, другой в Рамади.
Вопреки надеждам американцев, их действия были восприняты в Ираке далеко не однозначно. Они нашли полную поддержку у курдов, весьма умеренную у шиитов и полное отторжение у суннитов, увидевших, что они лишаются своего традиционно господствующего положения в Ираке. Результатом стало массовое суннитское вооружённое движение под лозунгом «восстановления независимости Ирака», направленное как против американцев, так и против шиитов.

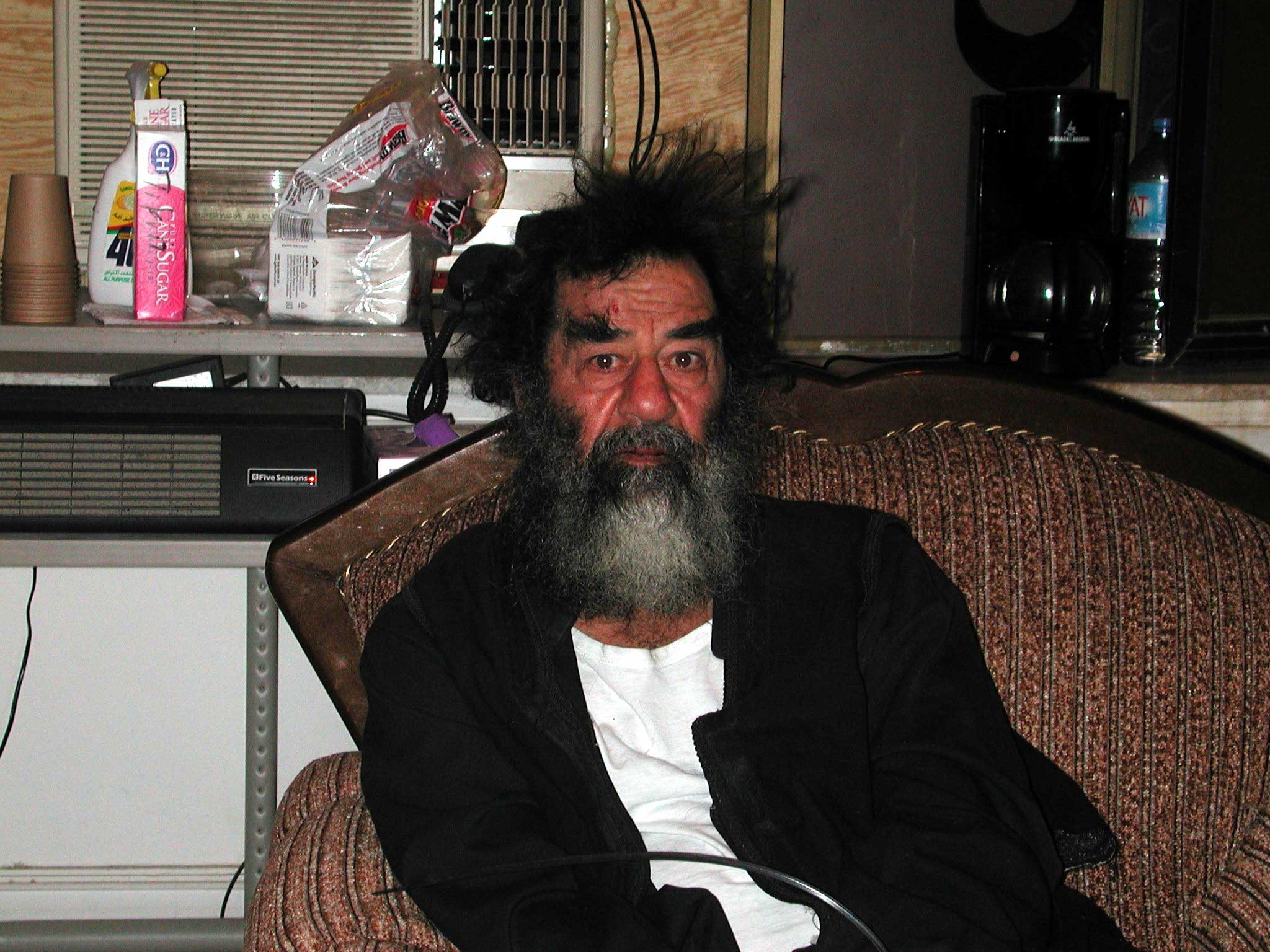
Саддам Хусейн в ночь с 13 на 14 декабря 2003 года

## Подсудимый

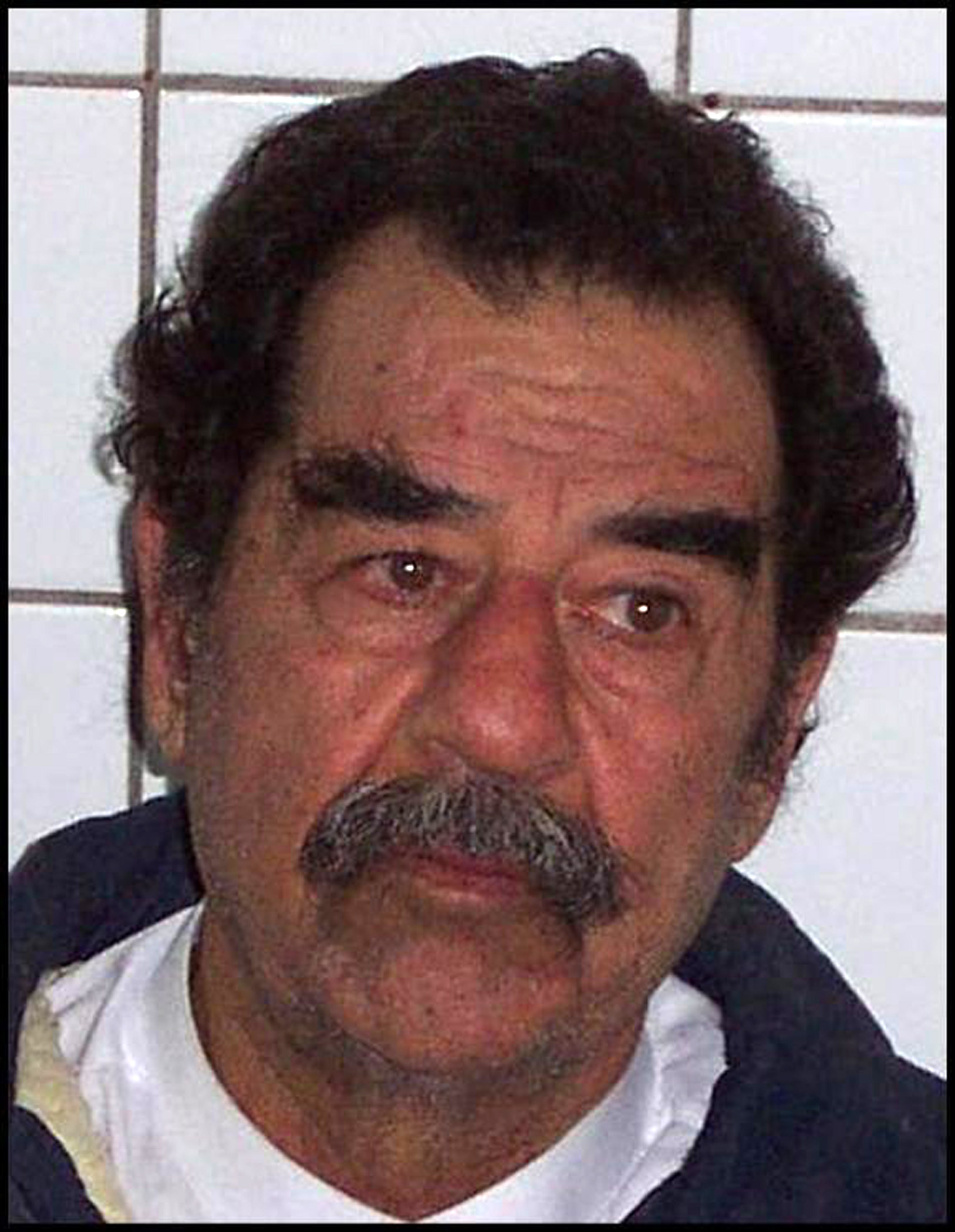
Саддам со сбритой бородой во время ареста, 2003

1 июля 2004 года Саддам Хусейн был передан в руки правосудия временного иракского правительства. В тот же день начал свою работу специальный трибунал, где проходили судебные процессы над сподвижниками бывшего президента Ирака и над ним самим.

Саддама Хусейна ведут в зал суда. 1 июля 2004

Саддаму Хусейну были предъявлены обвинения в следующих преступлениях:
- Геноцид курдов в 1987—1988 годах (операция Анфаль).
- Применение миномётов при обстреле Киркука.
- Подавление восстания шиитов и курдов в 1991 году[174].
- Массовая резня в шиитском селении аль-Дуджейль в 1982 году.
- Принудительное выселение нескольких тысяч курдов-файли (курды-шииты) в Иран.
- Применение химического оружия против курдов в Халабдже в 1988 году.
- Казнь 8000 представителей курдского племени барзан в 1983 году.
- Вторжение в Кувейт в 1990 году.
- Казни видных религиозных деятелей.
- Казни видных политических деятелей.
- Преступления против религиозных движений.
- Преступления против политических партий.
- Преступления против светских общественных движений.
- Проведение после 1991 года работ по строительству дамб, каналов и плотин на юге Ирака, что привело к пересыханию Месопотамских болот и превращению этой области в соляную пустыню[175].

К середине 2005 года расследование было завершено и 2 сентября была назначена дата начала судебного процесса над Саддамом.
19 октября 2005 года начался суд над бывшим президентом Ирака. Специально для него в Ираке была восстановлена смертная казнь, которая на какое-то время была отменена оккупационными войсками.
Первый эпизод, с которого начался процесс, — убийство жителей шиитской деревни аль-Дуджейль в 1982 году. По версии обвинения, 148 человек (включая женщин, детей и стариков) были убиты здесь за то, что в районе этой деревни было предпринято покушение на Саддама Хусейна. Саддам признал, что приказал отдать под суд 148 шиитов, а также приказал разрушить их дома и сады, но отрицал причастность к их убийству.
Суд проходил в бывшем президентском дворце, который является частью «зелёной зоны» — особо укреплённого района столицы, где находятся иракские органы власти и расквартированы американские войска. Саддам Хусейн именовал себя президентом Ирака, не признавал своей вины в чём бы то ни было и отказывался признавать легитимность суда.
Многие правозащитные организации и юристы с мировым именем также сомневались в легитимности приговора, вынесенного Саддаму. По их мнению, судебный процесс, организованный в тот момент, когда на территории Ирака сохранялось присутствие иностранных войск, нельзя назвать независимым. Суду также предъявлялись обвинения в пристрастности и нарушении прав обвиняемого.

### В заключении
Саддам Хусейн содержался наравне с прочими военнопленными. Он нормально питался, спал и молился. Три года Саддам провёл в американском плену, в одиночной камере размером 2 на 2,5 метра. Он не имел доступа к средствам массовой информации, но читал книги, ежедневно изучал Коран и писал стихи. Большую часть времени он проводил в камере, изредка его выводили погулять в тюремный двор. На свою судьбу бывший лидер не жаловался, но хотел, чтобы с ним обращались по-человечески. Из обстановки у него были лишь кровать и стол с книгами, в том числе Кораном. На стене камеры Саддам с разрешения надзирателей повесил портреты своих погибших сыновей Удея и Кусея, а рядом с ними тюремная администрация повесила портрет президента Буша. Один из охранявших его охранников капрал армии США Джонатан Риз рассказал о жизни Саддама в камере. В частности, он сказал:

Мы выводили его на прогулку. На свежем воздухе Саддам курил сигары, которые посылала ему семья. Потом — принимал душ и завтракал. Ему давали ту же еду, что и нам. Рис, курица, рыба, но только не свинина. Больше всего Саддам любит чипсы. Может съесть их сколько угодно.

Сержант Роберт Эллис, который полтора года был приставлен к Саддаму, чтобы следить за состоянием его здоровья, также поведал о жизни иракского лидера за решёткой:

Он читал, писал что-то, но ему позволено было этим заниматься только 45 минут в день. Ему разрешали гулять на заднем дворе, у него там даже был маленький садик, правда, росли там одни сорняки. Но Саддам всё равно их исправно поливал.

Сержант также рассказал, что Саддам часто вспоминал о своей дочери и почти никогда об убитых сыновьях, лишь раз пожаловался, что ему очень их не хватает.
В январе 2008 года в эфире американского телеканала CBS агент ФБР Джордж Пиро, которому поручили допрашивать свергнутого президента, рассказал о содержании и допросах Саддама в тюрьме. Чтобы разозлить свергнутого президента и сделать его более откровенным, Пиро показывал ему видеозаписи, на которых иракцы опрокидывали статуи Саддама. Заключённому это приносило огромные страдания, он старался не смотреть на экран и сильно злился. В такие моменты, по словам Пиро, лицо Саддама становилось красным, голос менялся, а глаза светились ненавистью. Агент ФБР заявил, что у Саддама никогда не было двойников, и подтвердил одну из версий вторжения Ирака в Кувейт, согласно которой Хусейн защитил честь иракских женщин, которых эмир Кувейта пригрозил сделать проститутками.
Спустя два месяца генерал-майор морской пехоты США Дуг Стоун, курирующий вопросы по содержанию арестантов в американском военном контингенте в Ираке, продемонстрировал съёмочной группе CNN камеру Саддама Хусейна и выдержки из его записей. Камера, в которой содержался бывший президент Ирака, оказалась маленькой, без окон, со стенами, окрашенными в бежевый цвет и серым полом. Из обстановки в камере присутствуют лишь бетонные нары и комбинированный санузел из нержавеющей стали в углу. Рассказывая о последних часах иракского лидера, генерал отметил, что Саддам никак не показывал своего волнения, когда ему было объявлено, что сегодня он будет казнён. Саддам просил передать своей дочери, что он отправляется на встречу с Богом с чистой совестью, как солдат, приносящий себя в жертву за Ирак и свой народ. В своих последних записях Саддам пишет, что он чувствует ответственность перед историей за то, чтобы «люди видели факты такими, какие они есть, а не такими, какими их сделали люди, желающие их извратить».
Бывший иракский лидер в своих стихах демонстрирует философскую составляющую своей личности. Саддам, слыша доносящиеся до тюрьмы звуки перестрелок и взрывов в городе, писал:

Ночи темнее после заката, но дым и гарь наполнили город. Ты задыхаешься под его небом. Дни стали ночами. Нет звёзд. Нет луны. Лишь стоны повсюду.

В другом своём поэтическом произведении Саддам призывает своих граждан измениться:

Любимый народ. Избавься от ненависти, сбрось одежды злобы и кинь её в океан ненависти. Бог спасёт вас, и вы начнёте новую жизнь с чистого листа, обладая чистым сердцем.

## Казнь
Саддама Хусейна казнили через повешение 30 декабря 2006 года с 02:30 до 03:00 UTC (6 часов утра по Москве и Багдаду). Казнь состоялась рано утром на несколько минут раньше начала праздника Курбан-байрам (исламский праздник жертвоприношения).
Его последними словами была шахада (исламский символ веры): «Нет Бога кроме Аллаха, а Мухаммед пророк его». Шёл к виселице в чёрном пальто, отказавшись надеть колпак. Казнь Саддама была зафиксирована на видеоплёнке. Тело Саддама Хусейна было передано его родному племени Абу Наср и доставлено в город Тикрит. Похоронен в своей родной деревне.
Могила Саддама Хусейна была разрушена в ходе боёв между иракской армией и боевиками «Исламского государства».

## Саддам как личность
Саддам Хусейн — одна из самых противоречивых фигур XX века. В Ираке его ненавидели и боялись шииты с курдами, и уважали сунниты. В 1970-е годы в Ираке не было более популярной личности, чем он. Своей популярностью Саддам был обязан резкому подъёму уровня жизни иракцев, в основе которой лежали национализация иракских нефтяных богатств, огромные доходы от экспорта нефти, которые иракское правительство вкладывало в развитие экономики и социальной сферы. С другой стороны, став президентом страны, он вверг свою страну в войну с Ираном, разрушившую иракскую экономику. Оккупировав соседний Кувейт, Саддам тем самым стал одним из злейших врагов в глазах как Запада, так и США. Санкции, введённые в отношении Ирака, а также ухудшение уровня жизни иракцев изменили мнение многих людей о президенте. Его правление отмечалось подавлением всякого инакомыслия, репрессиями против его врагов. Он жестоко подавил восстания шиитов и курдов в 1991 году, нанёс сокрушительные удары по курдскому сопротивлению в 1987—1988, с помощью ловкости и интриг избавился от реальных и потенциальных врагов и т. д. О себе Саддам Хусейн как-то раз сказал следующее:

Мне безразлично, что обо мне говорят сейчас. Меня заботит, что скажут обо мне через четыреста-пятьсот лет после моей смерти.

Бывший сотрудник ЦРУ, психолог и преподаватель Университета Джорджа Вашингтона Джеральд Пост даёт такую оценку личности Саддама Хусейна:

Этот человек, безусловно, не параноик, не сумасшедший, но личность сверхопасная. Это ярко выраженный нарцисс, напрочь лишённый чувства сострадания к окружающим. В каждом встречном он видит потенциального врага.

Психолог отмечает, что Саддам с девяти лет воспитывался дядей, который привил ему идею стать последователем Саладина и Навуходоносора — могущественных правителей Востока.
Аналитик Дмитрий Сергеев пришёл к следующему выводу:

Достаточно посмотреть на логику действий Саддама Хусейна за минувшие десятилетия, чтобы сделать вывод: он никогда не нападёт на Америку, даже будь у него и вправду эти 16 тысяч ракет. Иракский президент — не смертник и не пассионарий, он изо всех сил изворачивается, чтобы спасти себя от американского удара. А в 1991 году он уже капитулировал перед антииракской коалицией, выполнив все её условия. Так что все разговоры о непредсказуемости и агрессивности Хусейна — откровенная пропаганда.

Спустя пять лет после падения Саддама Хусейна насилие в стране не утихнет, и многие люди начнут вспоминать его времена. Так, одна женщина скажет:
Пусть мы будем питаться одними лепёшками, но зато сможем спокойно спать и не опасаться за наших детей.
Один из шиитов Саад Мухлиф, пострадавший во время событий в Эд-Дуджейле, сказал:
Если бы кто-то, как Саддам, возвратился, я не только поддержал бы его, я пригласил бы его на обед. Хотя мой дядя был убит в 1982 году, жизнь тогда была в миллион раз лучше, чем теперь.
Другой иракец — Лифти Сабер, исполняющий функции координатора правительства Ирака по взаимодействию с силами международной коалиции, которого Саддам Хусейн приговорил к смертной казни и который при Саддаме 8 лет провёл в камере смертников, заявил:
лучше бы Саддам оставался у власти… Никто никому не доверяет. Всё сводится к этому. Вся созданная система направлена на то, чтобы никто ничего не делал… Саддам нашёл бы способ преодолеть эти настроения… Если он принимал решение, оно осуществлялось. Люди знали, что нужно делать. Не имеет значения, где они находились, они знали — Саддам добился бы осуществления своих приказов. Сейчас же страна охвачена хаосом, и никто ничего не делает потому, что все отказываются брать на себя ответственность… Я никогда не думал, что буду произносить эти слова, с учётом того, что он приговорил меня к смерти, но я хотел бы видеть Саддама, по-прежнему стоящего во главе государства. Только он знал, как заставить работать эту Богом забытую страну.
В конце 2002 года, когда американские войска ещё не вторглись в Ирак, американский журналист Томас Фридман писал:

Когда я думаю о планах Джорджа Буша по свержению Саддама Хусейна и строительству демократии в Ираке, мне не даёт покоя один вопрос: сегодняшний Ирак такой из-за Саддама, или это Саддам вынужден быть таким из-за Ирака?
Оригинальный текст (англ.)
As I think about President Bush’s plans to take out Saddam Hussein and rebuild Iraq into a democracy, one question gnaws at me: Is Iraq the way it is today because Saddam Hussein is the way he is? Or is Saddam Hussein the way he is because Iraq is the way it is?

## Личная жизнь

### Семья
Первой женой Саддама стала его двоюродная сестра Саджида (старшая дочь дяди Хейраллаха Тульфаха), родившая ему пятерых детей:
сыновей Удея и Кусея, а также
дочерей Рагад, Рану и Халу.
Родители сосватали детей, когда Саддаму было пять лет, а Саджиде семь. До замужества Саджида работала учительницей в начальных школах. Они поженились в Каире, где Саддам учился и проживал после неудачного покушения на Касема (см. ниже).
Позже, в саду одного из своих дворцов Саддам собственноручно посадил куст элитных белых роз, который назвал именем Саджиды и которым очень дорожил.
История второго брака Саддама получила широкую огласку даже за пределами Ирака. В 1988 году он познакомился с женой президента авиакомпании «Iraqi Airways». Спустя время Саддам предложил мужу дать жене развод. Против этого брака стал возражать двоюродный брат и шурин Саддама Аднан Хейраллах, занимавший в то время пост министра обороны. Вскоре он погиб в авиакатастрофе.
Третьей женой иракского президента в 1990 году стала Нидаль аль-Хамдани.

Саддам Хусейн с семьёй. Слева направо по часовой стрелке: зятья Хусейн и Саддам Камель, дочь Рана, сын Удей, дочь Рагад с сыном Али на руках, невестка Сахар, сын Кусей, дочь Хала, президент и его жена Саджида

Осенью 2002 года иракский лидер женился в четвёртый раз, взяв в жены 27-летнюю Иман Хувейш, дочь министра оборонной промышленности страны. Однако свадебная церемония была довольно скромной, в узком кругу друзей. Кроме того, из-за постоянной угрозы начала военной операции США против Ирака Хусейн практически не жил со своей последней женой.
В августе 1995 года в семействе Саддама Хусейна разразился скандал. Родные братья генерал Хусейн Камель и полковник президентской охраны Саддам Камель, приходившиеся племянниками Али Хасану аль-Маджиду, со своими жёнами — дочерьми президента Рагад и Раной — неожиданно бежали в Иорданию. Здесь они рассказали экспертам ООН всё, что знали о внутриполитической ситуации в стране и о засекреченных работах Багдада по созданию оружия массового уничтожения. Эти события стали тяжёлым ударом для Саддама. Ведь Саддам привык доверять только родственникам и землякам. Он обещал своим зятьям в случае возвращения на родину помиловать их. В феврале 1996 года Саддам Камель и Хусейн Камель с семьями вернулись в Ирак. Через несколько дней последовало сообщение, что разгневанные родственники расправились с «изменниками», а позднее и с их ближайшими родственниками. Личный врач Саддама следующим образом описывает, как Саддам выразил свою позицию по вопросу дальнейшей судьбы зятьёв:

Саддам и все члены его семьи собрались на праздничный обед <по случаю окончания Рамадана> <…> в одном из президентских дворцов Тикрита.
— Я дал им обещание не подвергать их наказанию за то, что они сбежали в Иорданию и предали меня, — сказал Саддам… <…> Он сделал небольшую паузу, потом посмотрел на большое количество собравшихся. Затем перевёл взгляд на Али Хасана аль-Маджида, дядюшку зятьёв.
— Но ведь это дело семейное.
Дядюшка кивнул. Он соображал быстро.

Во время правления Саддама, информация о президентской семье находилась под строгим контролем. Лишь после свержения Саддама в продажу поступили домашние видео из его личной жизни. Эти видеоматериалы представляли для иракцев уникальную возможность приоткрыть тайну личной жизни человека, руководившего ими в течение 24 лет.
Сыновья Удей и Кусей в годы правления Саддама были его наиболее доверенными приближёнными. При этом старший, Удей, считался слишком ненадёжным и непостоянным, и на роль преемника Саддам Хусейн готовил Кусея. 22 июля 2003 года на севере Ирака в ходе четырёхчасового боя с американскими военными Удей и Кусей погибли. С ними погиб и внук Саддама, сын Кусея — Мустафа. Некоторые родственники свергнутого президента получили политическое убежище в арабских странах. С тех пор Саддам больше не видел свою семью, но через своих адвокатов знал о их состоянии здоровья и местонахождении.
Мать Саддама Хусейна Субха Тульфах аль-Мусаллат умерла в 1982 году в Тикрите. После её смерти ей был воздвигнут мавзолей, в пропагандистских материалах эпохи Саддама её называли «матерью борцов» — самого иракского президента и его единоутробных братьев, которые также занимали государственные посты.
Двоюродный брат и зять (муж сестры) — Аршад Яссин, который был личным пилотом и телохранителем Саддама Хусейна.

### Увлечения
Известно, что Саддам был заядлым садоводом и страстным любителем прогулок на яхте. Он питал слабость к дорогим западным костюмам, старинному и современному оружию, роскошным автомобилям (первый его «мерседес» находился в музее Баас). Любимое развлечение — прокатиться с ветерком на машине и выкурить за рулём гаванскую сигару. По некоторым сведениям, ещё до «Бури в пустыне» у него насчитывалось более двухсот европейских официальных костюмов, в большинстве двубортных, и некоторые из них — из мастерской знаменитого Пьера Кардена, комплекты военной униформы (идущей к чёрному берету), а также арабские племенные накидки «джеллаба».
Возведение дворцов также являлось страстью Саддама Хусейна. За годы своего правления он воздвиг более 80 дворцов, вилл и резиденций для себя и своих родственников. По данным арабских средств массовой информации, экс-президенту Ирака принадлежало от 78 до 170 дворцов. Но Саддам никогда не ночевал два раза в одном месте, боясь покушений на свою жизнь. В его разрушенных дворцах американцы нашли тысячи томов классической литературы на разных языках, труды по истории и философии. По неофициальным данным, среди своих книг он отдавал большее предпочтение повести Хемингуэя «Старик и море». Саддам любил читать, а также, согласно данным людей, знавших иракского лидера, любил смотреть фильм «Крёстный отец» и слушать песни Фрэнка Синатры.

### Отношение к религии
Саддам Хусейн исповедовал ислам суннитского толка, молился пять раз в день, ходил в мечеть по пятницам. В августе 1980 года Саддам в сопровождении виднейших членов руководства страны совершил хадж в Мекку. На весь арабский мир транслировалась хроника посещения Мекки, где облачённый в белое одеяние Саддам совершал ритуальный обход Каабы в сопровождении наследного принца Саудовской Аравии Фахда.
Саддам Хусейн в 1997 начал, а в 2000 году закончил сдавать кровь для написания экземпляра Корана. Всего он сдал 28 литров крови, впрочем, эти цифры оспариваются.
Саддам Хусейн, несмотря на свою суннитскую принадлежность, наносил визиты духовным лидерам шиитов, посещал шиитские мечети, выделял из своих личных средств большие суммы на реконструкцию многих святых мест шиитов, чем вызывал расположение к себе и своему режиму шиитского духовенства.

### Взгляды
Сотрудник ЦРУ Коэн Вулф, который много часов провел в беседах с Саддамом Хусейном после его ареста, в книге "Допрос президента" приводит ответы Саддама на вопрос о его любимых мировых лидерах. "Он сказал, что больше всего восхищается де Голлем, Лениным, Мао и Джорджем Вашингтоном. Все они были основателями политических систем" (с.68). При втором обсуждении этой темы "он добавил Тито и Неру", а по поводу Ленина подчеркнул, что уважает его "как мыслителя": "Сталин меня не интересует. Он не был мыслителем. Для меня, если человек не мыслитель, я теряю интерес" (с.126). В то же время, в интервью газете "Завтра" незадолго до войны Саддам Хусейн говорил о своём уважительном отношении к достижениям Сталина, правда это было в ответ на наводящие вопросы А.А.Проханова.

### Личное состояние
Иракский лидер, согласно данным журнала «Форбс» за 2003 год, делил третье место с князем Лихтенштейна Хансом-Адамом II в списке самых богатых правителей мира. Он уступал лишь королю Саудовской Аравии Фахду и султану Брунея. Его личное состояние оценивалось в 1 млрд 300 млн долларов США. После свержения Саддама министр торговли в переходном правительстве Ирака Али Алауи назвал другую цифру — 40 млрд долл., добавив, что в течение многих лет Хусейн получал 5 % доходов от нефтяного экспорта страны. ЦРУ США совместно с ФБР и министерством финансов даже после падения Хусейна продолжали поиски его финансовых средств, но найти их они так и не смогли.

## Награды и звания
- Орден За заслуги I степени (Висам аль-Джадара)[122]
- Орден Республики
- Орден Совершенства[211]
- Орден Междуречья I степени (Аль-Рафидан, военный) (1 июля 1973)
- Орден Междуречья (Аль-Рафидан, гражданский) (7 февраля 1974)
- Магистр военных наук (1 февраля 1976)[212]
- Маршал (с 17 июля 1979 года)[213]
- Саддам Хусейн в 1980 году получил в дар символический ключ от города Детройт.
- Орден Революции I степени (30 июля 1983)[212]
- Почётный доктор права (Багдадский университет, 1984)
- Орден народа (28 апреля 1988)
- Медаль за заслуги по очистке нефти
- Медаль за подавление курдского восстания
- Медаль партии «Баас»
- Орден «Стара Планина»[214]

## В культуре
- Роль Саддама Хусейна в нескольких фильмах («Горячие головы» (1991), «Горячие головы! Часть 2» (1993), «Большой Лебовски» (1998), «Прямой эфир из Багдада» (2002)) исполняет американский актёр Джерри Халева, обладающий сходством с покойным иракским лидером[215].
- Саддам Хусейн стал персонажем интернет-мемов из-за схематичного изображения его убежища.
- Хусейн является персонажем мультсериала «Южный парк». В качестве лица использована часть его фотографии, а лицо его во время речи подскакивает, как у канадцев.

## Факты
- Саддаму Хусейну пришла идея к своему шестидесятилетнему юбилею написать копию Корана своей кровью, которая получила известность под названием «Кровавый Коран».[источник не указан 2330 дней]
- Саддам Хусейн стал первым главой государства, казнённым в XXI веке[216].
- Согласно данным правозащитной организации Human Rights Watch, за годы правления Саддама Хусейна без вести исчезли около 290 тысяч человек[194].
- Считается, что в образе Саддама Хусейна есть черты Сталина. Ещё перед операцией «Буря в пустыне» в западных СМИ появились публикации, в которых утверждалось, что Саддам — внук Сталина, а в 2002 году Джордж Буш-младший назвал Хусейна «учеником Сталина»[217].
- После 1990 года Саддам ни разу не покидал Ирак[218].
- Саддам Хусейн вошёл в Книгу рекордов Гиннесса в качестве президента, у которого больше всего дворцов и родственников у власти[219].
- Во время августовского путча в Москве Саддам Хусейн поддержал действия ГКЧП[220].
- Саддам Хусейн, по данным американского журнала «Parade», на 2003 год занимал третье место в десятке самых худших диктаторов современности[221].
- В октябре 2011 года на торги выставили бронзовую ягодицу — обломок памятника бывшего президента[222].
- Саддам Хусейн изображен на Иракском динаре на различных купюрах, разного номинала.